# Johnny Cash
Pour les articles homonymes, voir Cash.
Ne doit pas être confondu avec Johnny Nash.
Johnny Cash (né J. R. Cash le 26 février 1932 à Kingsland dans l'Arkansas et mort le 12 septembre 2003 à Nashville, dans le Tennessee) est un chanteur, acteur, guitariste et auteur-compositeur de musique country américain qui a également pratiqué les styles rock 'n' roll, rockabilly, blues, folk ou encore gospel.
Johnny Cash était le mari de la chanteuse country June Carter.
Johnny Cash est connu pour sa voix caractéristique de baryton et ses basses profondes. Ses vêtements sombres et sa guitare acoustique noire lui ont valu le surnom de Man In Black (« l’Homme en noir »).
Une grande partie de l'œuvre musicale de Johnny Cash - en particulier celle de sa fin de carrière - fait écho aux thèmes de la douleur, de l'affliction morale et de la rédemption, comme ses chansons I Walk the Line, Folsom Prison Blues, Ring of Fire, Get Rhythm et Man in Black. Il a également enregistré des chansons humoristiques, telles que One Piece at a Time et A Boy Named Sue, un duo avec sa future épouse June Carter intitulé Jackson, ainsi que des train songs dont Hey Porter et Rock Island Line.
Avec 90 millions d'albums vendus en près de cinquante ans de carrière, il est considéré comme une figure majeure de la musique américaine du XXe siècle. Sa discographie officielle comprend 55 albums studio et 6 albums live. Par ailleurs, il existe 84 compilations de ses enregistrements. Le magazine Rolling Stone l'a classé 21e meilleur chanteur de tous les temps.
Johnny Cash est respecté pour son action en faveur des détenus des pénitenciers où il s'est plusieurs fois produit et également pour ses engagements politiques.

## Biographie

### Origines
Johnny Cash est un descendant de la famille royale écossaise,. Après une rencontre fortuite avec un ancien laird des Falkland, le major Michael Crichton-Stuart, celui-ci a retracé l'arbre généalogique de Johnny Cash en Écosse,, jusqu’au XIe siècle. Des recherches effectuées par sa fille Rosanne prouveraient qu'il est un descendant de Malcolm IV d'Écosse, roi d'Écosse de 1153 à 1165.
Johnny Cash a rajouté dans une interview « Mon ancêtre William Cash, un ancien marin, s'est installé à Westmoreland County, Virginie, en 1673 », (William Cash 1653-1708 est son ancêtre à la neuvième génération). Ses origines sont pauvres et rurales.
Il avait cru durant sa jeunesse qu'il était d’origine irlandaise et partiellement amérindienne. Même après avoir appris qu'il n'était pas d’origine amérindienne, Johnny Cash a gardé de l'empathie et de la compassion pour les Amérindiens. Il a exprimé ces sentiments dans plusieurs de ses chansons, dont Apache Tears et The Ballad of Ira Hayes, écrites par le chanteur de folk Peter La Farge, et sur son album, Bitter Tears: Ballads of the American Indian.

### Jeunesse

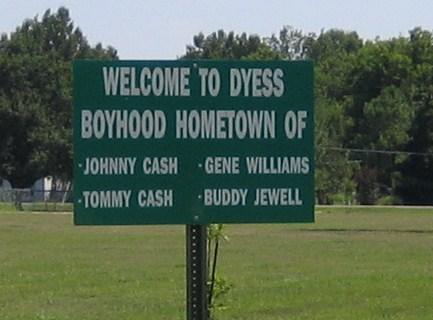
Bienvenue à Dyess, ville de Johnny Cash.

Johnny Cash est né le 26 février 1932, pendant la Grande Dépression, à Kingsland, Arkansas, États-Unis, dans une famille pauvre et rurale d'origine écossaise. Ses parents, Ray Cash (1897 - 1985) et Carrie Cloveree Rivers (1904 - 1991) ne pouvant s'entendre sur le prénom à donner au bébé, il est seulement baptisé des initiales J. R. Il n'adoptera les prénoms John Ray qu'à 18 ans, au moment de son engagement dans l'armée de l'air des États-Unis, qui ne veut pas d'un soldat affublé uniquement de ses initiales, puis prendra Johnny comme nom de scène en 1955. Ray et Carrie auront en tout six enfants : Reba Hancock, Jack, Joanne Cash-Yates, Roy et Louise Cash Garrett. Son plus jeune frère, Tommy, deviendra également un célèbre chanteur country.
Dès l'âge de cinq ans, il travaille avec sa famille dans les champs de coton à Dyess en Arkansas et y est marqué par le chants des travailleurs. Le sud des États-Unis est alors baigné par le folk, les hymnes religieux, le gospel et la country. Les temps sont durs et les difficultés de la famille, qu'elles soient dues aux conséquences de la Grande Dépression ou à une inondation, inspireront plusieurs des futures chansons de Cash. Fasciné par les chansons entendues à la radio, le jeune J. R. reçoit un enseignement musical de sa mère et d'un ami d'enfance, joue très tôt de la guitare et commence à écrire des chansons.

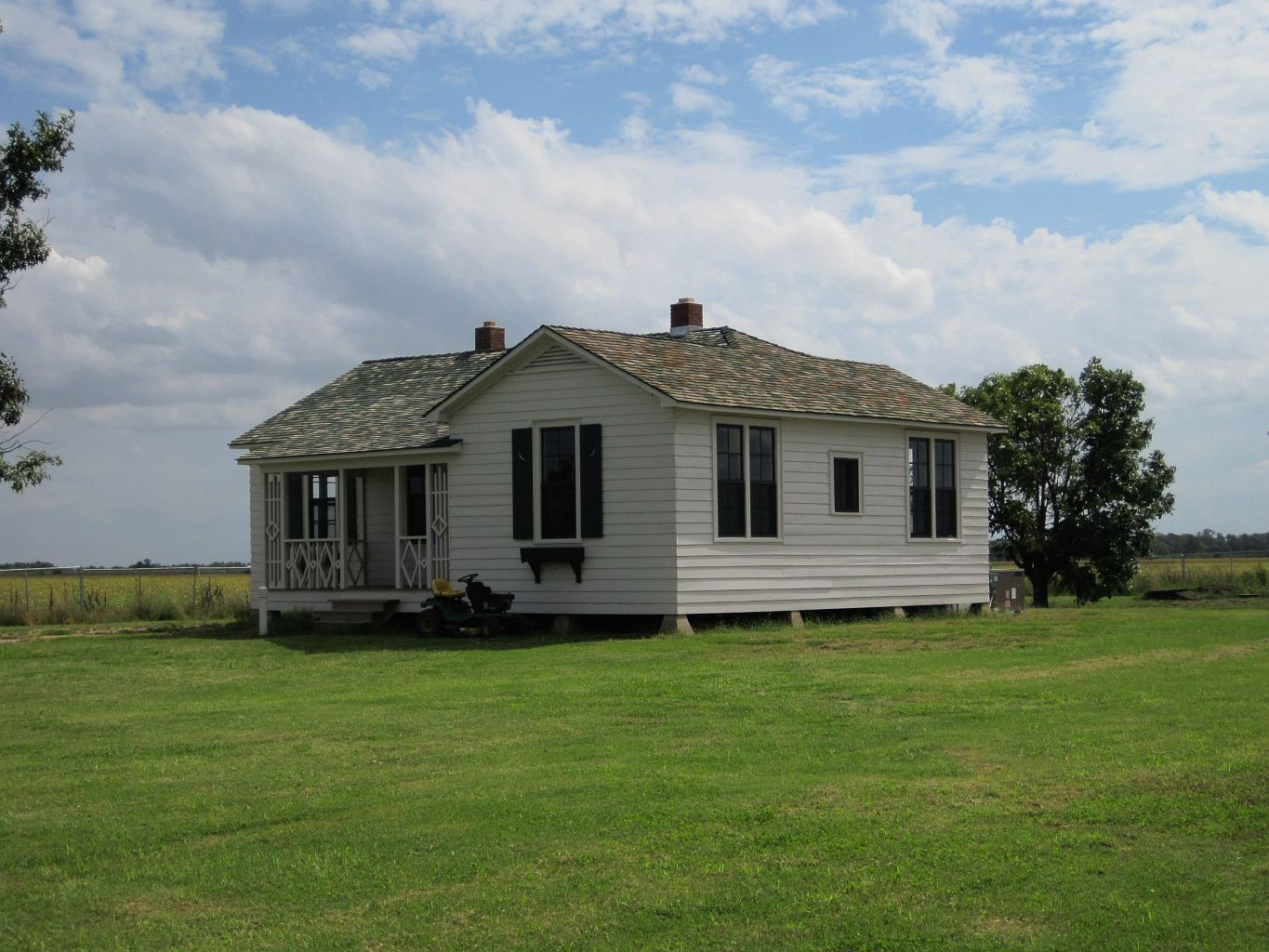
La maison d'enfance de Johnny Cash

En 1944, il est devenu chrétien à l'Église baptiste centrale de Dyess et a commencé à chanter publiquement dans cette église . Il se produira à la radio avant même d'être sorti de l'école secondaire.
Très proche de son frère Jack, de deux ans son aîné, J. R. Cash reste définitivement marqué par la mort de celui-ci à l'âge de 14 ans, qui sera presque coupé en deux par une scie circulaire avec laquelle il travaillait. J.R. était absent lors du drame et a exprimé à de nombreuses reprises la culpabilité qu'il ressentait quant à cet événement, affirmant voir souvent son frère en rêve.
Après plusieurs expériences de travail difficiles dans plusieurs domaines, Cash s’enrôle dans l’US Air Force et est envoyé à San Antonio, au Texas, pour y être formé à l'interception de communications radio-codées. Il part ensuite pour la base aérienne de Landsberg, en Allemagne. Il y restera trois ans pendant lesquels il écoute les communications des Soviétiques, achète sa première guitare et forme son premier groupe nommé The Landsberg Barbarians. Il est démobilisé le 3 juillet 1954 avec le grade de sergent et retourne vivre au Texas.

## Carrière

### Ses débuts

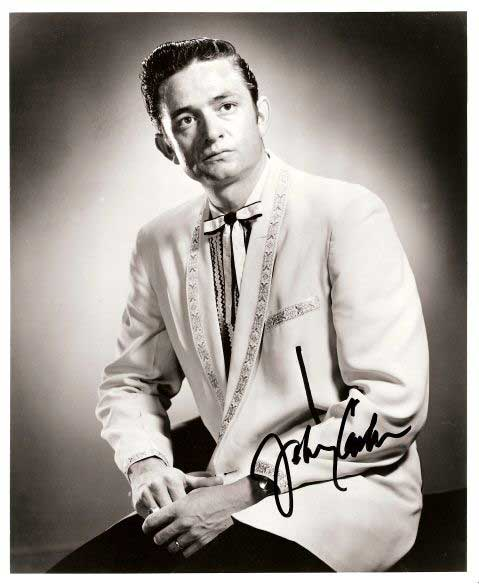
Johnny Cash, photographie publicitaire (1955)

En 1954, Johnny Cash et son épouse (Vivian Liberto) déménagent à Memphis, dans le Tennessee, où il travaille comme vendeur tout en étudiant pour devenir speaker à la radio. Il passe ses nuits à répéter avec deux amis musiciens, le guitariste Luther Perkins et le contrebassiste Marshall Grant (en), qui se font appeler les Tennessee Two. Il trouve finalement le courage de solliciter une audition à la maison de disques de Sam Phillips, Sun Records, berceau du rock 'n' roll blanc avec notamment les pionniers Elvis Presley et Jerry Lee Lewis. Peu impressionné par le gospel que lui présente le groupe, Phillips les encourage à trouver leur propre son et finit par les engager lorsque Cash lui chante les chansons qu'il a lui-même écrites, dans le style rythmique qui fera la célébrité de son groupe. Leur premier enregistrement pour Sun, comprenant Hey Porter et Cry! Cry! Cry!, sort en 1955 et se vend raisonnablement bien.
Dès lors, tout s'accélère : le single suivant de Cash, Folsom Prison Blues, atteint la 5e place des meilleures ventes country. Pour écrire cette chanson, Johnny Cash a été inspiré par le film Inside the Walls of Folsom Prison (en) (1951), qu'il a vu pendant son service militaire en Allemagne dans l'Armée de l'Air des États-Unis. Cash a raconté : « Je me suis assis avec mon stylo en main, en essayant de penser à la plus mauvaise raison qu'une personne pouvait avoir pour en tuer une autre.»
Le 4 décembre 1956, il participe à une séance d'enregistrement impromptue qui le réunit à Elvis Presley, Jerry Lee Lewis et Carl Perkins dans les studios Sun à Memphis. Ce quatuor improvisé sera surnommé the Million Dollar Quartet (en français : le quatuor à un million de dollars)
Puis I Walk the Line arrive en tête des classements. Suit en juin 1957 Home of the Blues, après quoi Cash devient le premier artiste Sun à sortir un album, les singles régnant alors en maîtres sur le marché du disque. Le label de Sam Phillips devient rapidement trop petit pour Cash, son artiste le plus vendeur. Elvis Presley a déjà quitté Sun et Sam Phillips se concentre désormais sur la carrière de Jerry Lee Lewis. En 1957, à la recherche de plus de liberté artistique, le chanteur accepte l'offre alléchante de la compagnie de disque Columbia Records. Sur ce label, il enregistre au début des années 1960, Don’t Take Your Guns to Town et The Ballad of Ira Hayes.
À la même époque, il tourne avec la Carter Family, famille de musiciens country légendaire aux États-Unis. Une relation ambiguë naît entre Cash et l'une des filles de la famille, June Carter, chacun étant de son côté marié et chargé de famille.
En 1961, Cash devient également acteur, pour le film Five Minutes to Live, rebaptisé plus tard Door-to-door Maniac.

### Dépendances et désintoxication

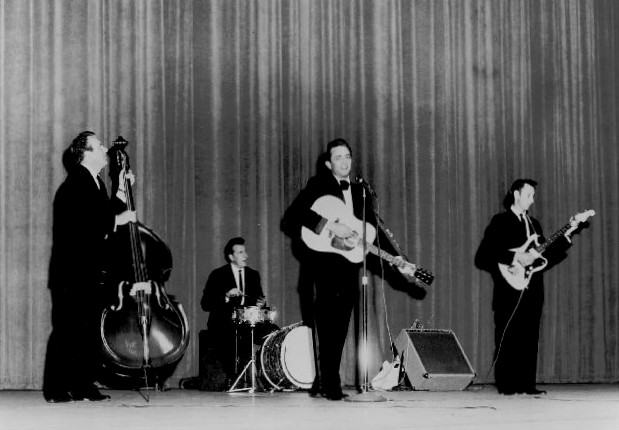
Johnny Cash and The Tennessee Three en 1963.

Au début des années 1960, Cash commence à consommer de grandes quantités d'alcool et de drogues, notamment pour tenir lors des longues et difficiles tournées (comptant pas moins de 300 spectacles par an, souvent dans des lieux très éloignés qu'il faut rejoindre en voiture). Il devient rapidement dépendant des amphétamines et des barbituriques, qui affectent grandement son comportement. Pendant quelque temps, il partage un appartement à Nashville avec le chanteur country Waylon Jennings, lui aussi dépendant aux amphétamines. Cash affirmera plus tard avoir essayé « toutes les drogues qu'on pouvait essayer ».
Bien que perdant peu à peu tout contrôle sur sa vie, Cash reste très productif et les succès continuent : en 1963 sort le titre Ring of Fire, chanson écrite par June Carter et Merle Kilgore et décrivant le « cercle de feu » entourant le chanteur, référence à sa dépendance à l'alcool et à la drogue. Avec son arrangement original de cuivres dans le style des mariachis, une idée de Cash, la chanson atteint la 1re place des charts country et entre au Top 20 des ventes de disques pop.

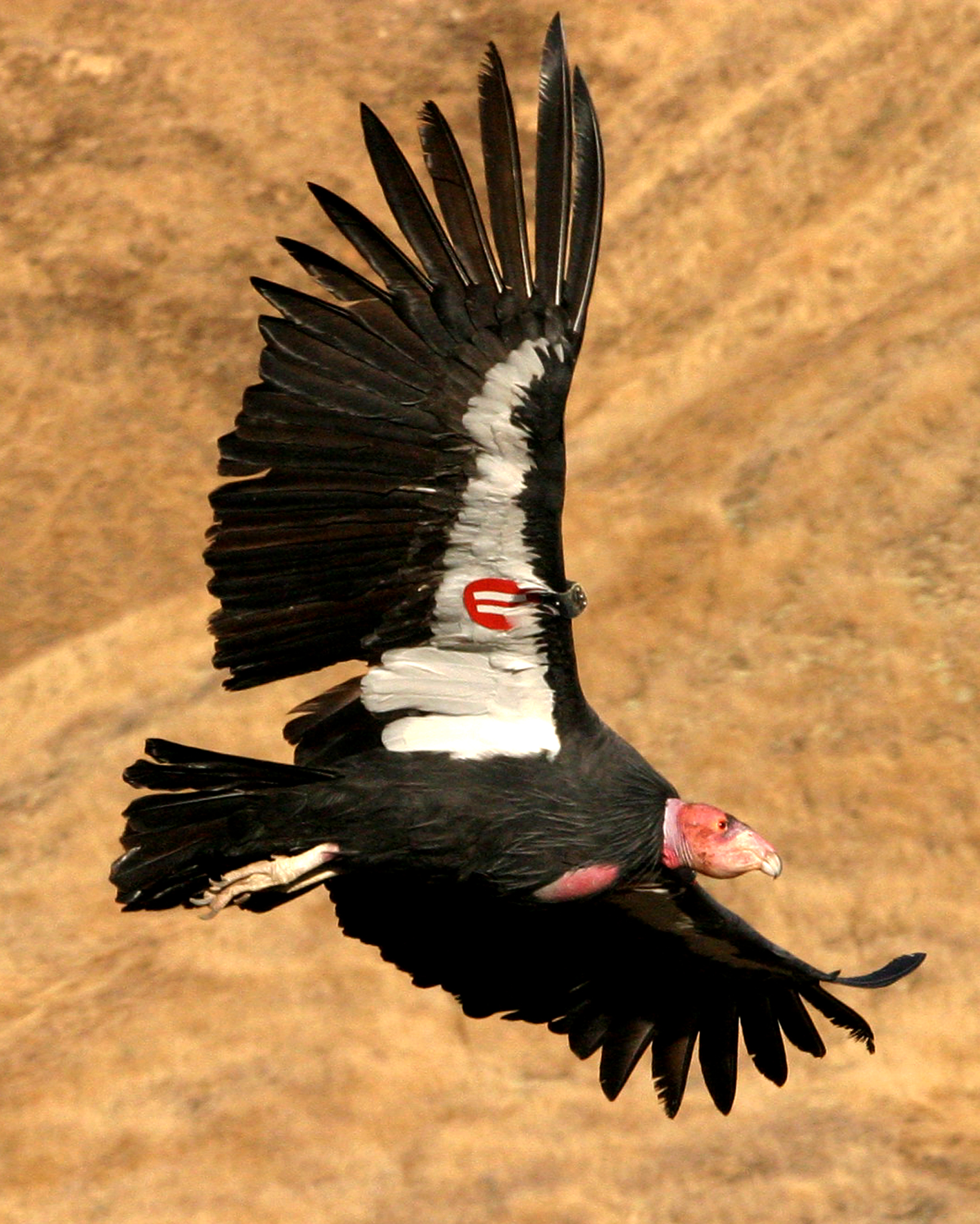
Un condor de Californie.

En juin 1965, le camion qu'il conduit prend feu, provoquant un vaste feu de forêt qui détruit plusieurs kilomètres carrés de la forêt nationale de Los Padres en Californie, dévastant trois montagnes et tuant 49 des 53 condors – espèce protégée – qu'abritait la réserve forestière. Ne montrant guère de remords au cours de son procès, Cash est condamné à une amende de 125 172 dollars, dont il finira par payer 82 000. Cash affirmera être la seule personne jamais poursuivie par le gouvernement américain pour avoir déclenché un feu de forêt.

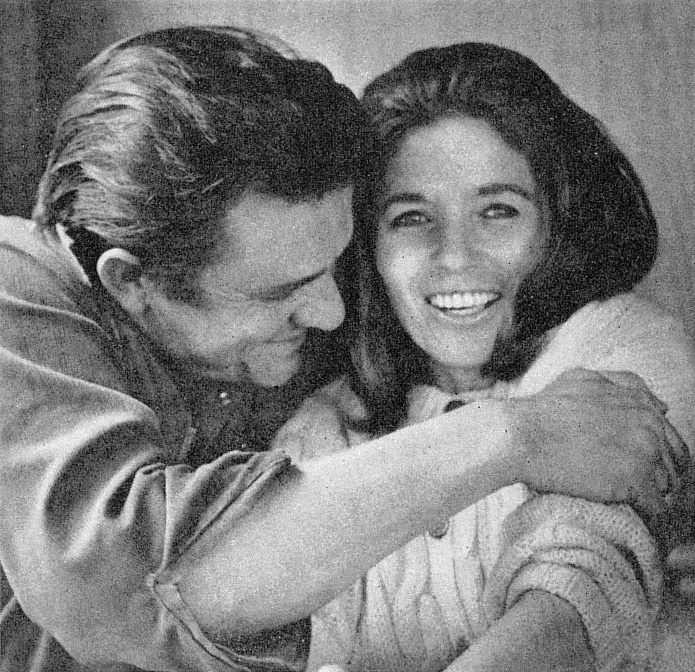
Johnny Cash et son épouse, la chanteuse June Carter, en 1969.

En 1965, il est arrêté à El Paso, au Texas, par la brigade des stupéfiants qui le soupçonne de transporter de l'héroïne depuis le Mexique. Il est rapidement relâché car on ne trouve, cachés dans son étui de guitare, que des amphétamines et barbituriques légaux, pour lesquels il dispose d'une ordonnance. Il est néanmoins condamné à une peine avec sursis. Il est à nouveau arrêté le 11 mai 1965, à Starkville, dans le Mississippi, pour s'être introduit en pleine nuit dans un jardin privé dans le but d'y cueillir des fleurs. Ce sera la source de sa chanson Starkville City Jail. Malgré ces incidents, Cash ne passera jamais plus d'une nuit en prison, ce qui ne l'empêchera pas de cultiver une image romantique de détenu endurci, de nombreux fans croyant réellement qu'il a passé des années au pénitencier de Folsom.
Au milieu des années 1960, Cash sort plusieurs albums concept, dont Bitter Tears en 1964, sur le thème des Amérindiens, et Ballads of the True West en 1965, disque expérimental qui mêle chansons traditionnelles de l'Ouest américain et interventions parlées. C'est la pire période de ses problèmes de drogue. Son comportement erratique précipite son divorce d'avec sa première femme et provoque de nombreuses annulations de concerts. Ce qui ne l'empêche pas d'obtenir en 1967 un Grammy Award avec June Carter pour la chanson Jackson.
En 1968, Cash parvient à se sevrer de la drogue. Il affirme dans son autobiographie avoir eu une révélation surnaturelle après une tentative de suicide sous l'influence de la drogue. Il serait descendu dans une caverne pour y mourir mais le souffle de Dieu l'aurait poussé à en sortir et à recommencer sa vie. Il vit cet épisode, réel ou fantasmé, comme une véritable seconde naissance. Plus prosaïquement, il reçoit l'aide de June Carter et de sa famille (dont sa mère Maybelle Carter), qui s'isolent chez lui pendant un mois pour s'occuper de sa désintoxication. Cash redécouvre sa foi religieuse, célébrant l'évènement par une cérémonie dirigée par le pasteur Jimmy Rodgers Snow, fils du musicien country Hank Snow. Il demande la main de June Carter, qui avait promis de l'épouser quand il serait « clean », sur scène au cours d'un concert au London Gardens, à London au Canada, le 22 février 1968).

### Folsom Prison et San Quentin

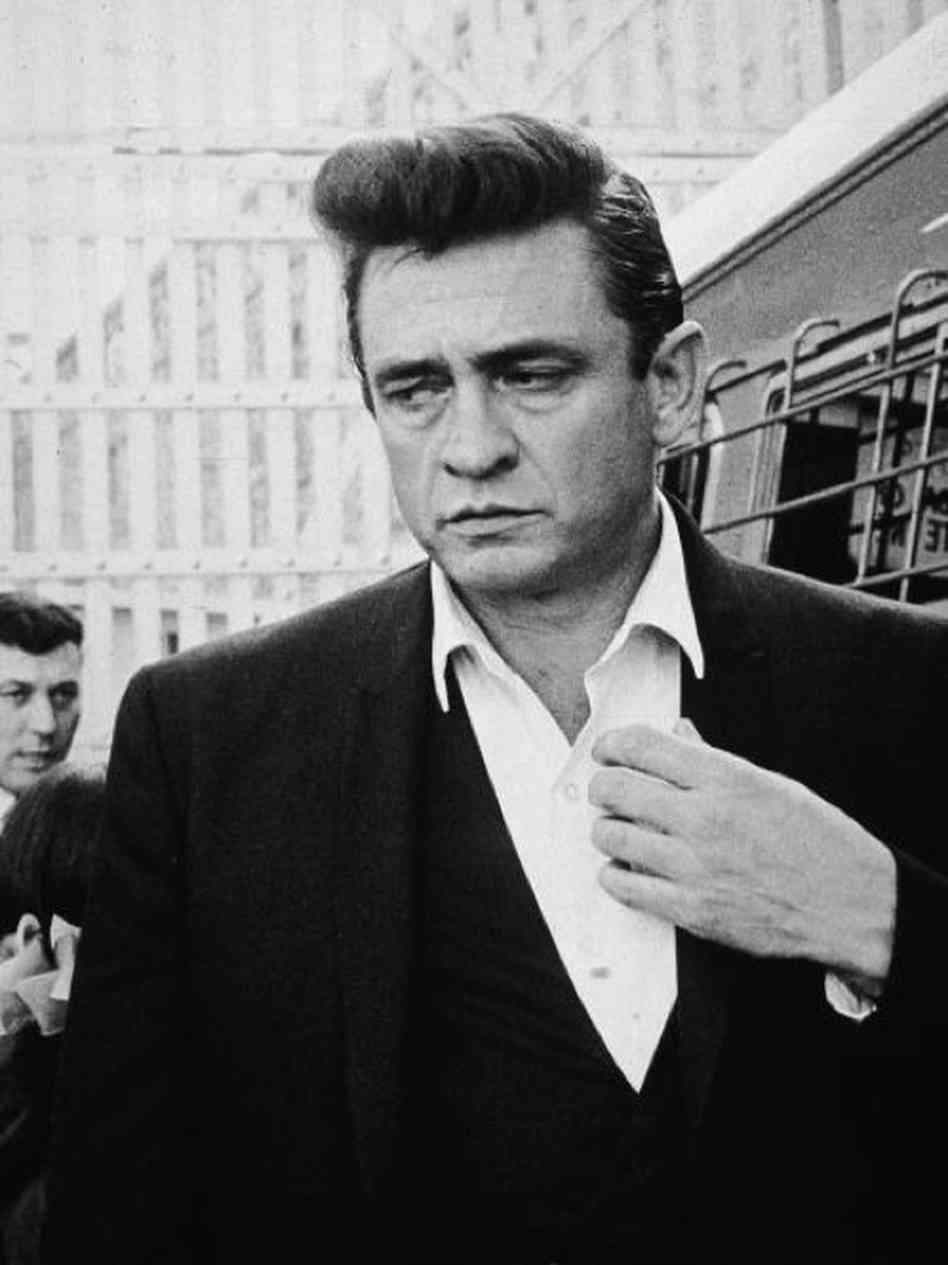
Johnny Cash en 1970.

Impressionné en Allemagne par le film documentaire Inside the Walls of Folsom Prison (1951), Johnny Cash s'est intéressé au sort des détenus, inspirant son célèbre morceau Folsom Prison Blues, et alimentant son image romantique de prisonnier. À la fin des années 1960, il commence à se produire pour les pensionnaires de diverses prisons des États-Unis. En résulteront deux célèbres albums live, At Folsom Prison (1968) et At San Quentin (1969).
À noter que l'album At Folsom Prison fut originellement édité dans une version censurée, débarrassée des divers écarts de langage proférés par Cash et le public au cours du concert. Les rééditions sur CD présentent l'intégralité du spectacle et des échanges entre les chansons, bien qu'une partie des réactions du public soient en fait des sons enregistrés en studio et ajoutés au mixage. L'album At Folsom Prison figure dans le Registre national des enregistrements (National Recording Registry) de la Bibliothèque du Congrès et a été classé dans la liste Les 500 plus grands albums de tous les temps du magazine Rolling Stone. En 1969, Gordon Jenkins accuse Cash d'avoir plagié sa chanson Crescent City Blues sortie en 1954 avec Folsom Prison Blues (en effet les deux premiers et deux derniers vers sont identiques) et décide de le poursuivre. Un accord à l'amiable sera trouvé en 1969 moyennant un dédommagement de 75 000 dollars.
À l'occasion des concerts à la prison de Folsom, Cash rencontre le détenu Glen Sherley, lui-même chanteur country, dont il interprète la chanson Greystone Chapel, qui figure sur l'album live. La partition lui avait été donnée la veille seulement par le pasteur de la prison. Cash prendra ensuite fait et cause pour Sherley, parvenant à faire démarrer sa carrière de chanteur et même à le faire libérer de prison. Mais Sherley supportera mal la liberté et la vie de musicien célèbre, retombera dans l'anonymat dans les années 1970 avant de se suicider en 1978. Cet échec n'empêchera pas Cash de continuer à s'engager politiquement pour améliorer le sort des prisonniers aux États-Unis.
S'ajoute à ces albums « de prison » le disque På Österåker, enregistré en 1972 dans la prison suédoise de Österåker. On peut notamment y entendre Cash parler en suédois, ce qui avait beaucoup impressionné les détenus.

### The Man in Black

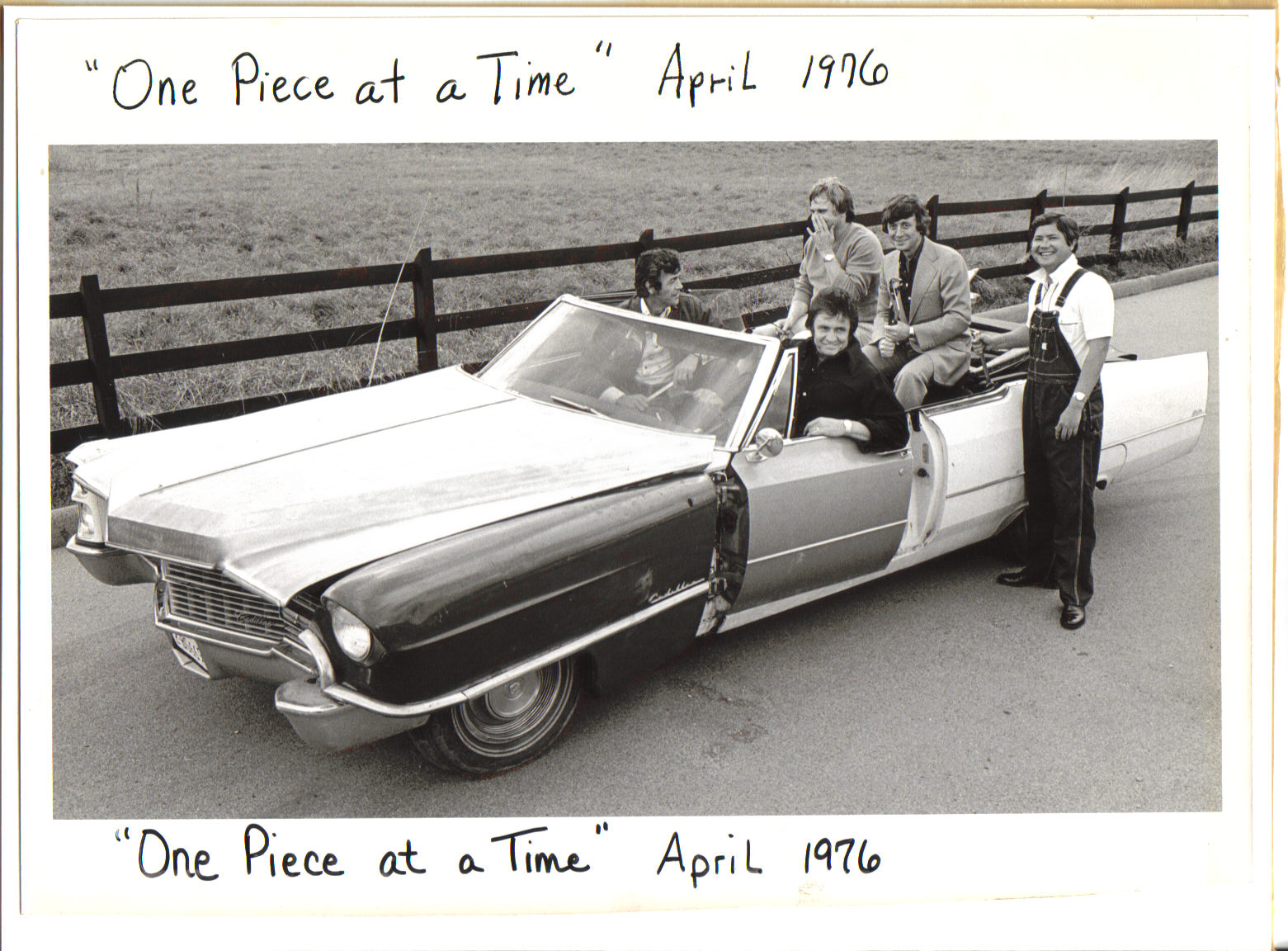
Johnny Cash au volant d'une Cadillac montée avec des pièces d'années différentes, comme dans la chanson One Piece At A Time, en 1976.

De 1969 à 1971, Johnny Cash présente sa propre émission de télévision, enregistrée au Ryman Auditorium de Nashville : The Johnny Cash Show, sur la chaîne américaine ABC. Il y reçoit régulièrement la Carter Family ou Carl Perkins mais aussi des artistes plus contemporains, souvent éloignés des goûts de son public le plus conservateur : Neil Young, Louis Armstrong, Kenny Rogers and The First Edition, James Taylor, Ray Charles, Eric Clapton (au sein du groupe Derek and the Dominos), Kris Kristofferson et Bob Dylan.
Cash avait rencontré Dylan au milieu des années 1960. Admirateurs de longue date l'un de l'autre, ils étaient devenus amis alors qu'ils étaient voisins à Woodstock, dans l'État de New York, à la fin des années 1960. Cash a contribué à relancer la carrière de Dylan après les années de réclusion de celui-ci à la suite de son accident de moto de 1966, chantant en duo avec lui sur l'album Nashville Skyline et en rédigeant les notes de pochette, pour lesquelles il obtiendra un Grammy Award.
Kris Kristofferson, quant à lui, commençait à se faire un nom en tant qu'auteur-compositeur lorsque son passage au Johnny Cash Show donna à sa carrière un sérieux coup de pouce. Cash refusa en effet, contre l'avis des cadres de la chaîne, de lui faire changer les paroles de la chanson Sunday Mornin' Comin' Down, qui comprenait une allusion à la drogue : « On a Sunday morning sidewalk / I'm wishin', Lord, that I was stoned » (« Sur ce trottoir le dimanche matin / Mon Dieu, que j'aimerais être défoncé »).
Au début des années 1970, Cash est connu comme « The Man in Black » (« l'Homme en Noir ») pour ses tenues de scène noires contrastant fortement avec celles des autres groupes country de l'époque, généralement vêtus de chapeaux de cow-boys et de costumes bariolés, mais aussi pour ses tenues de ville également noires. En 1971, avec sa chanson Man in Black, Cash renforce encore cette singulière image qui a marqué jusqu'à aujourd'hui la culture américaine : les uniformes noirs de la marine des États-Unis sont surnommés des « Johnny Cashes ».
Au milieu des années 1970, la popularité de Cash et ses ventes de disques commencent à décliner. Il enregistre alors notamment des titres d’auteurs progressistes tels que Bob Dylan, Kris Kristofferson et Nick Lowe. Il paye cher ces collaborations : de nombreuses stations de radio country boycottent ce nouveau style et lui préfèrent des artistes au son plus traditionnel. Cash se lance alors dans la rédaction de son autobiographie, The Man in Black. Publiée en 1975, elle se vend à plus d'1,3 million d'exemplaires.
En collaboration avec son ami Billy Graham, il produit The Gospel Road (Le Sentier de l’Évangile), un film sur la vie de Jésus-Christ dont il est le narrateur et le coscénariste. La foi prenant de plus en plus de place dans sa vie, il chante à de multiples conférences d’évangélisation de Graham .
Cash continue à se produire à la télévision : il présente notamment une soirée de Noël sur CBS tout au long des années 1970. En 1974, dans le septième épisode de la troisième saison de Columbo, il interprète le rôle de Tommy Brown, un chanteur de country qui a assassiné sa femme. Cet épisode, Le chant du cygne, utilise les chansons I Saw the Light (reprise de Hank Williams) et Sunday Morning Coming Down, et des images de l'un de ses concerts. Il apparaît également dans la série La Petite Maison dans la prairie (épisode « The Collection »), avant de tenir le rôle de l'abolitionniste John Brown dans la mini-série de 1985 Nord et Sud. 
Cash continue également à intervenir en politique ; il est familier de tous les présidents américains. Il rencontre Richard Nixon en 1972 à la Maison-Blanche. Prié par le président de chanter les morceaux Okie from Muskogee de Merle Haggard et Welfare Cadillac de Guy Drake, qui se moquent des manifestants anti-guerre et de l'État-providence, il refuse et les remplace notamment par The Ballad of Ira Hayes, chanson parlant d'un vétéran amérindien de la Seconde Guerre mondiale maltraité à son retour. Il affirmera plus tard n'avoir fait ce choix que par manque de temps pour apprendre les chansons demandées par Nixon. Cash deviendra par la suite un ami très proche du président Jimmy Carter.

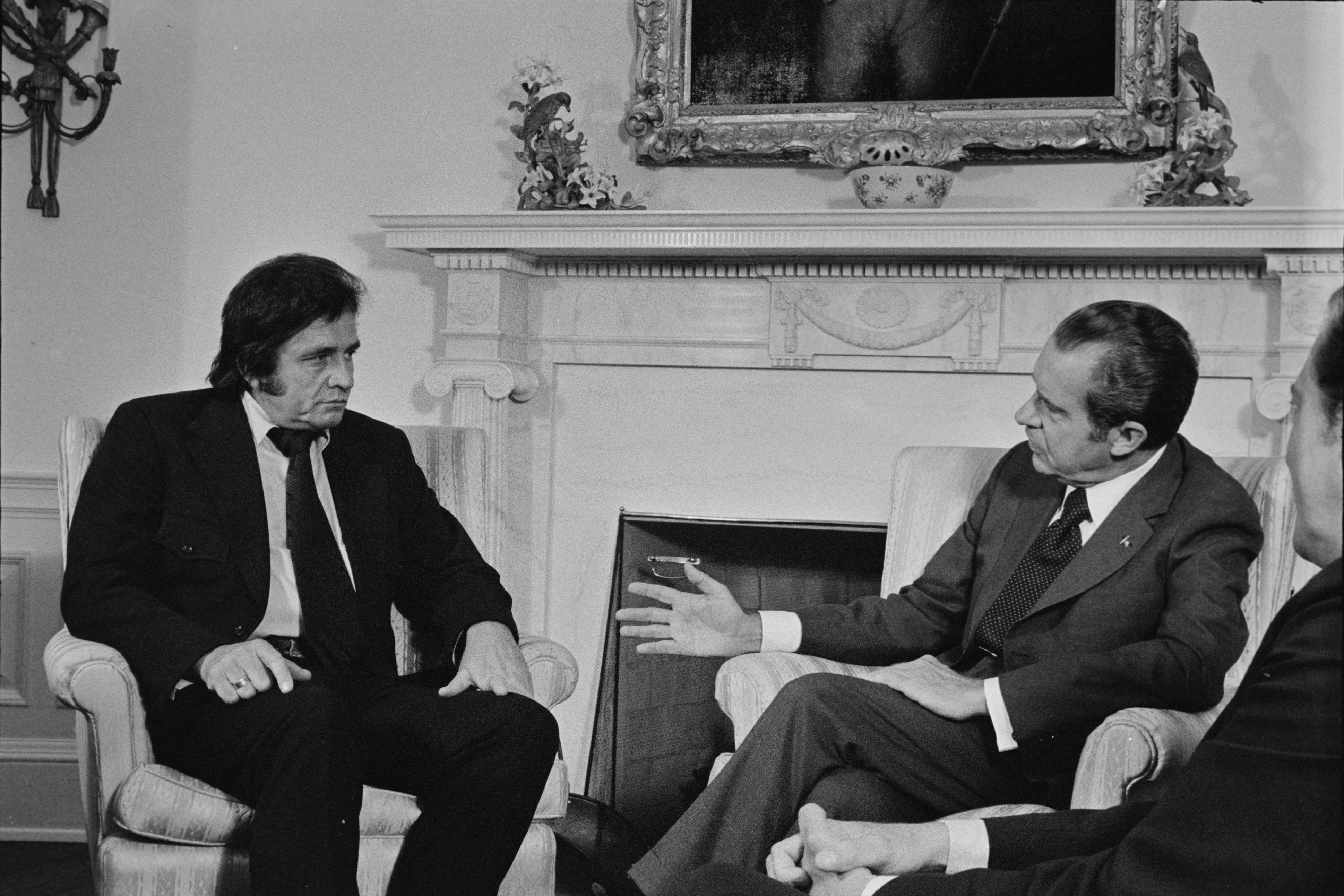
Avec Richard Nixon (26 juillet 1972)
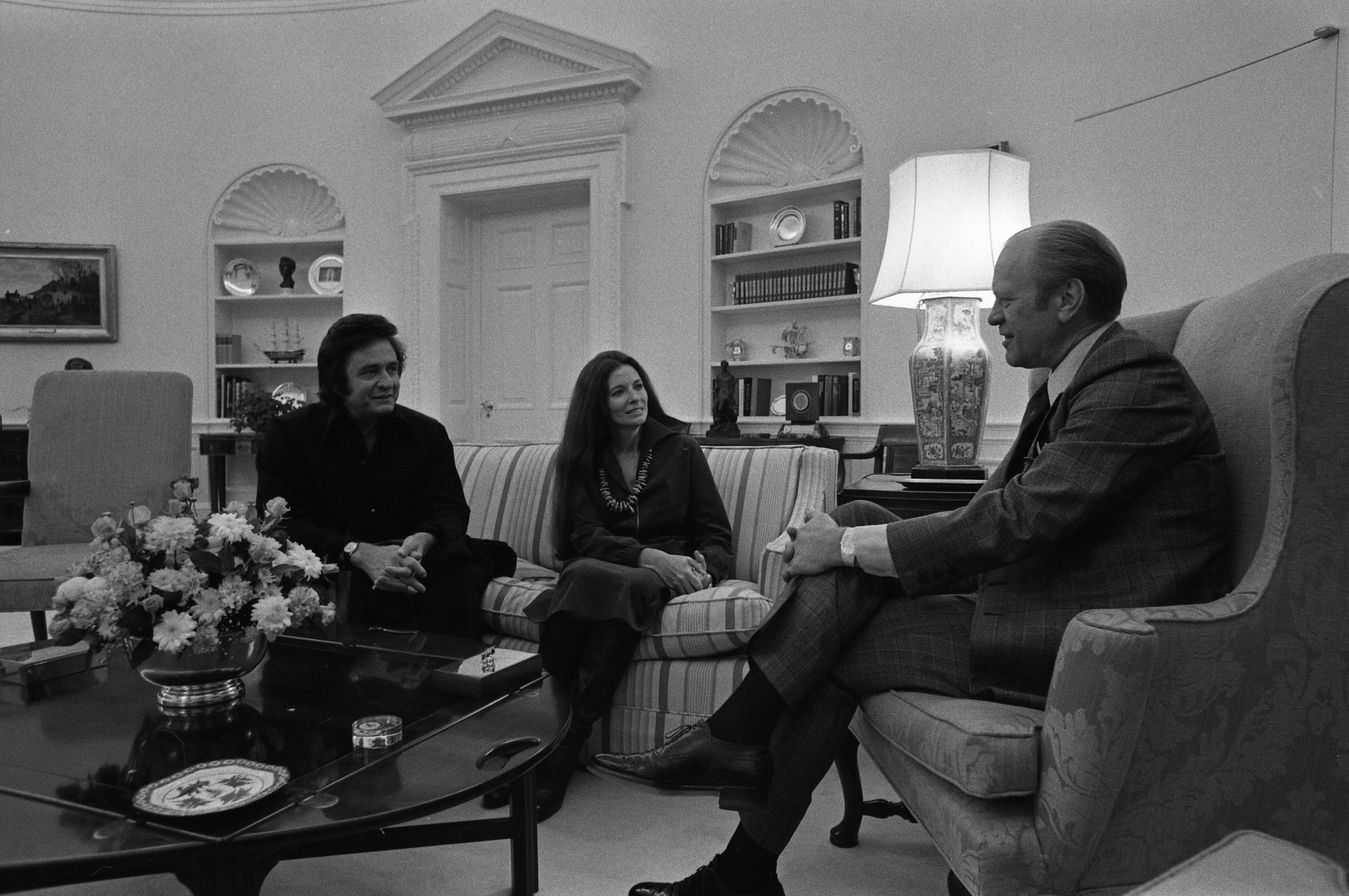
Avec Gerald Ford, en compagnie de June Carter (21 novembre 1975)
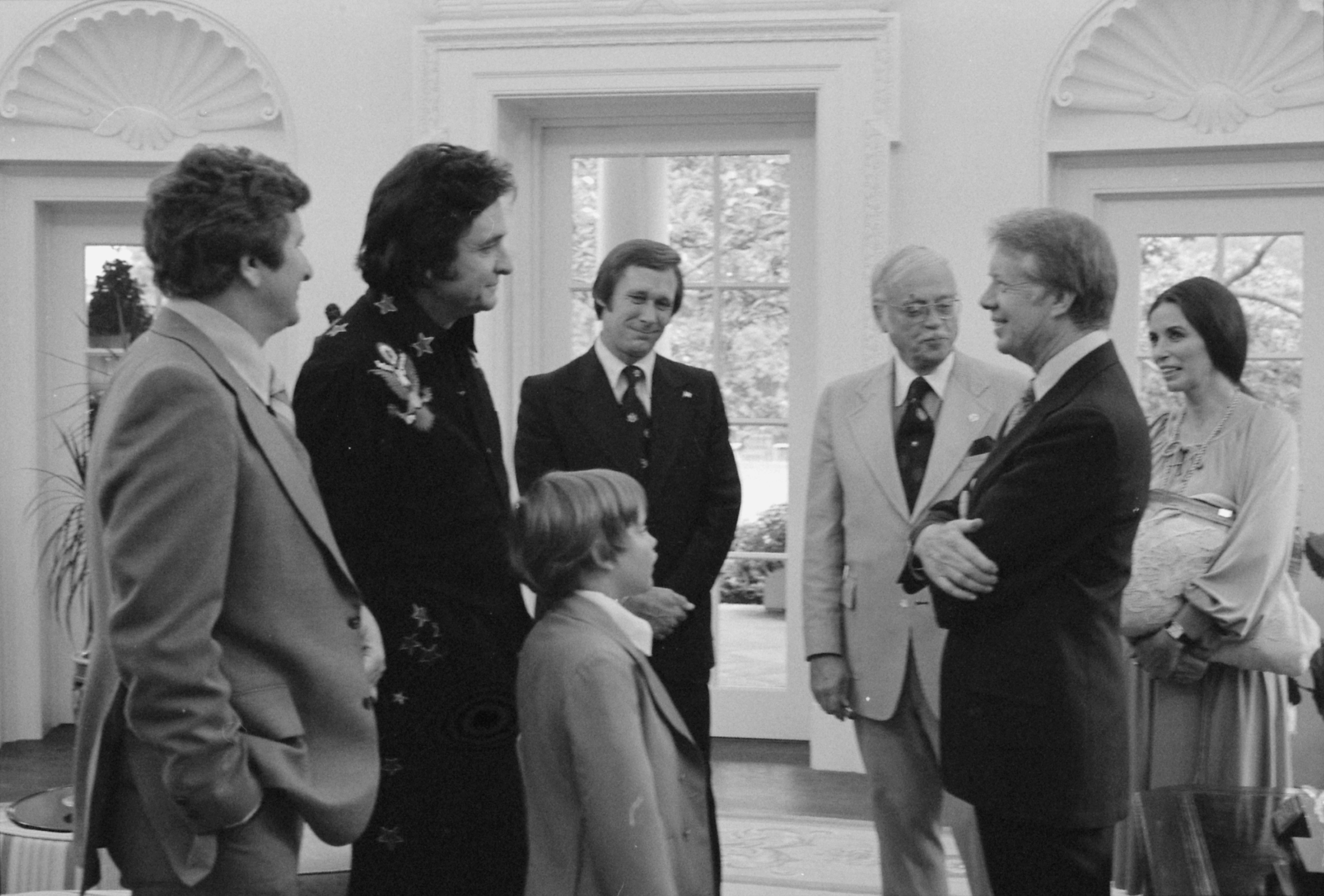
Avec Jimmy Carter (14 juin 1977)
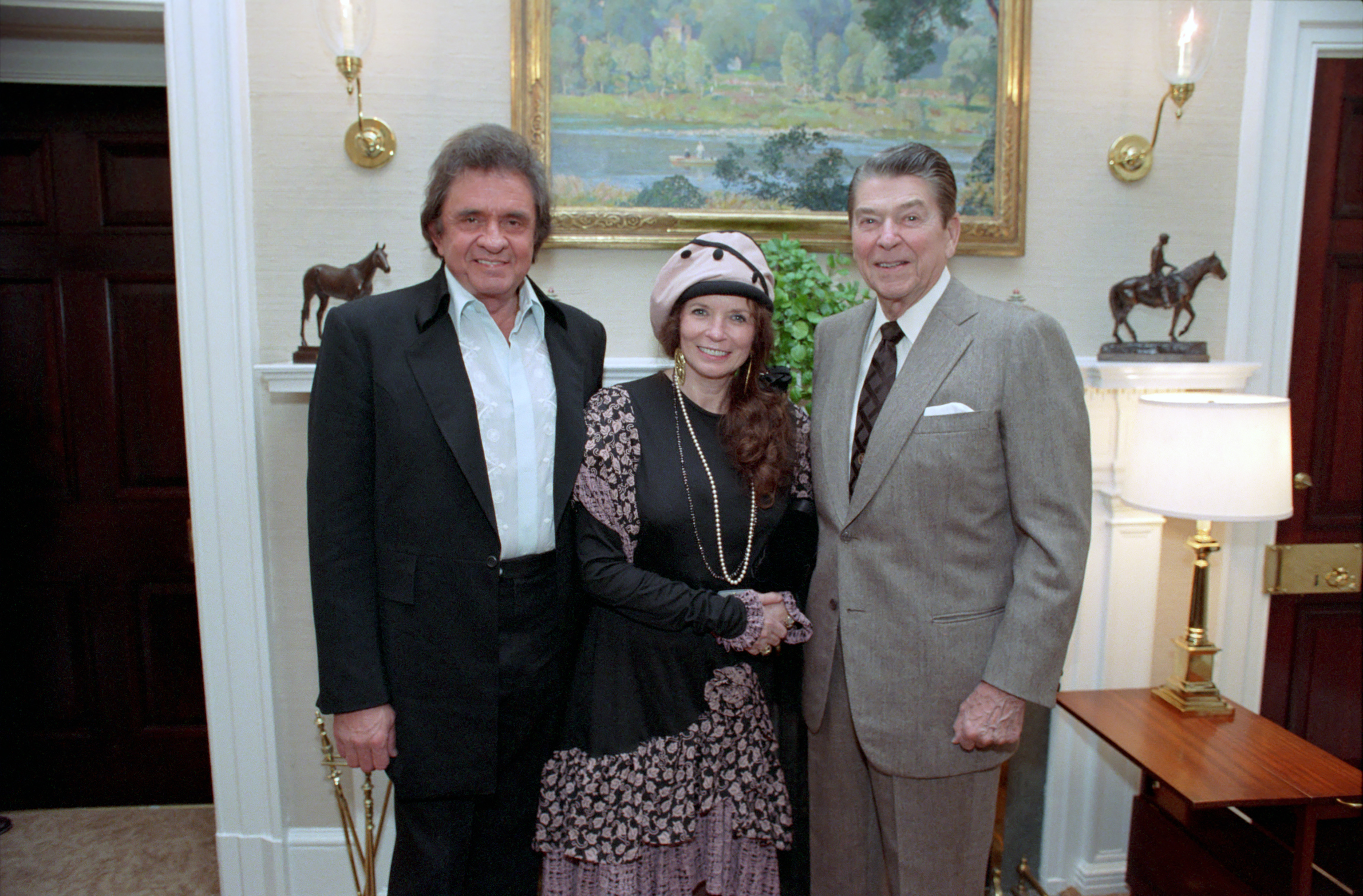
Avec Ronald Reagan, en compagnie de June Carter (20 mai 1988)
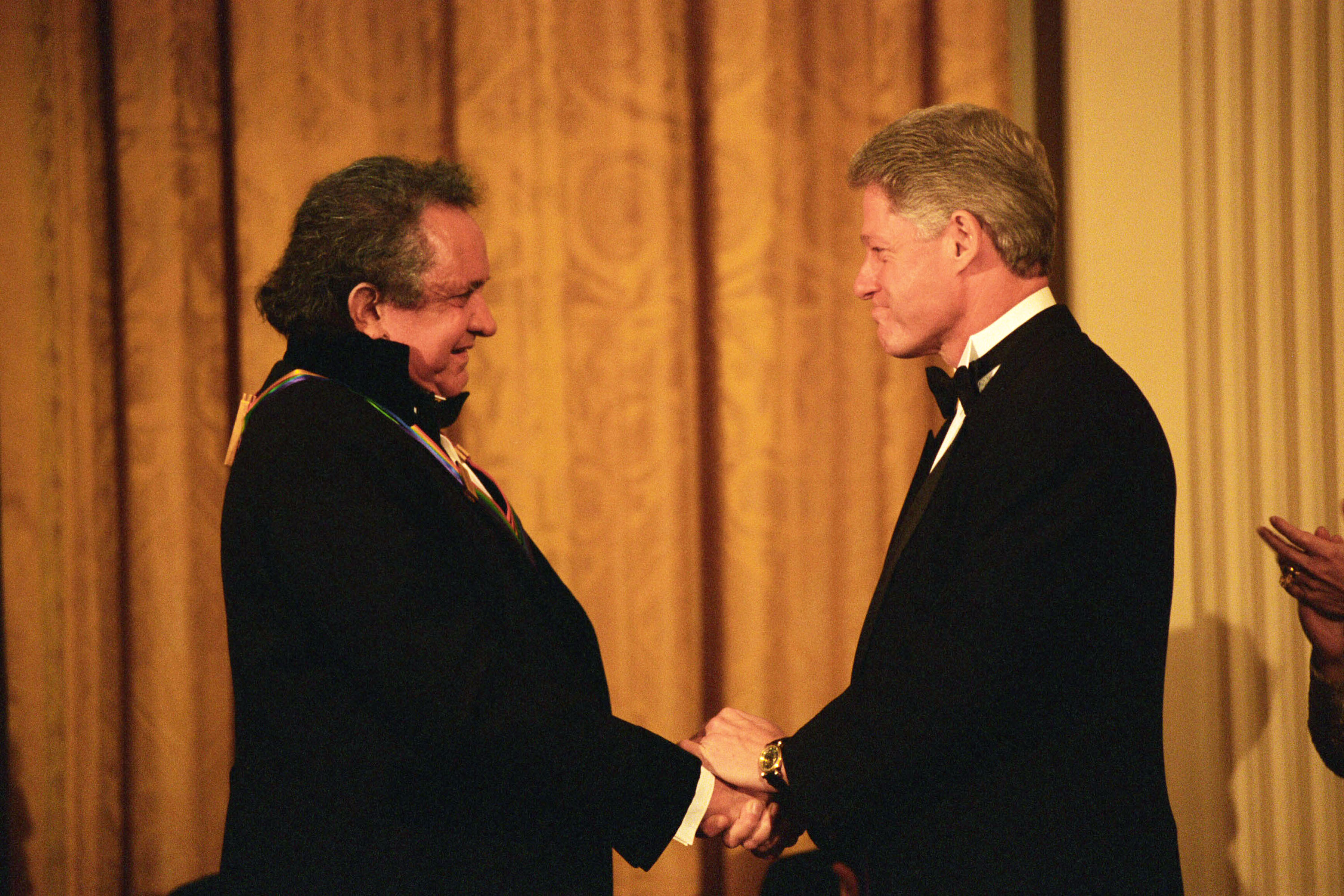
Avec Bill Clinton (8 décembre 1996)
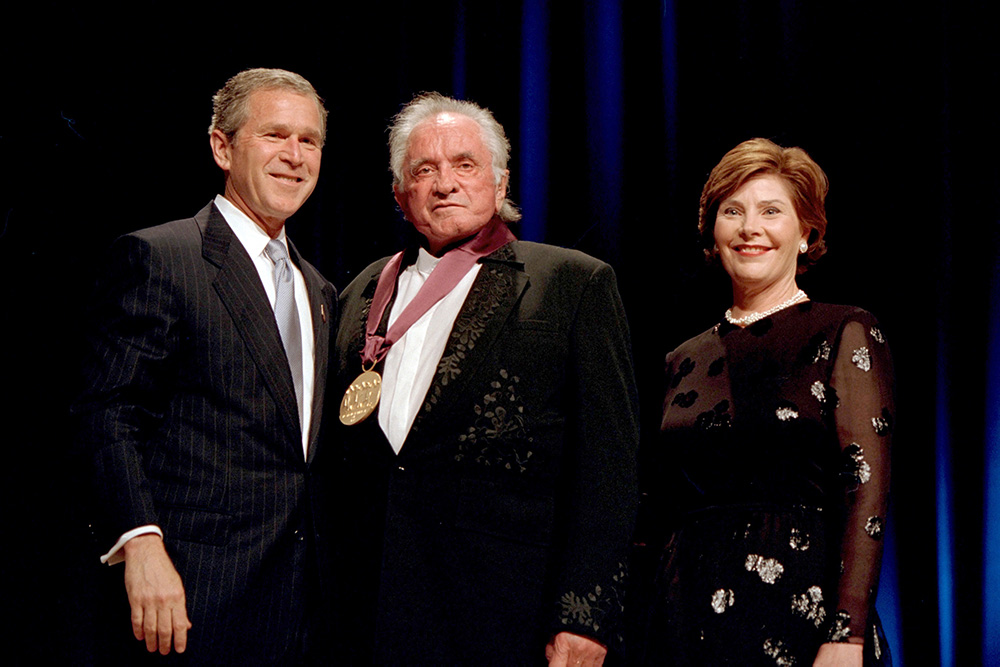
Avec Laura et George W. Bush (22 avril 2002)

### Les Highwaymen

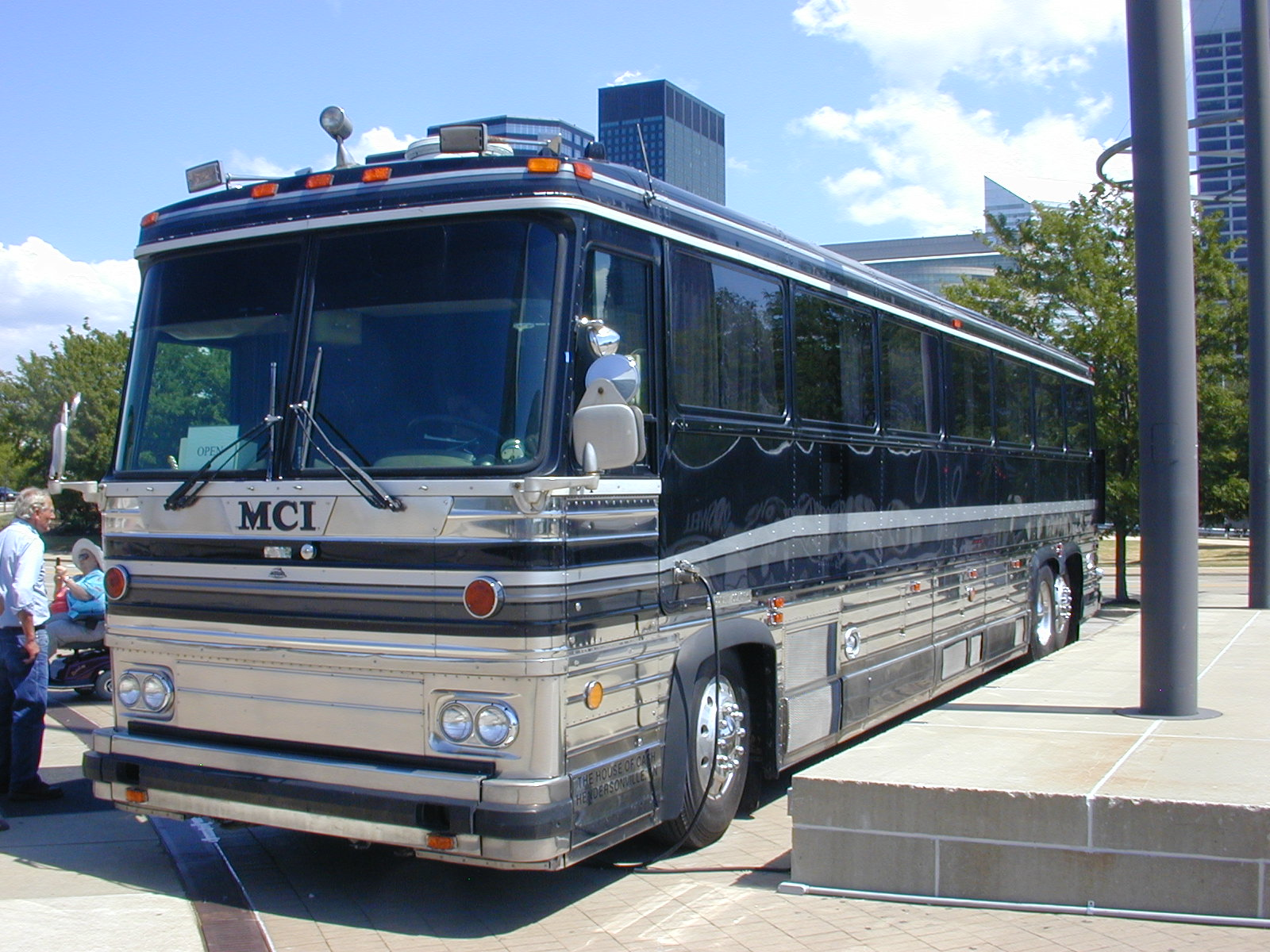
Le bus de tournée de Johnny Cash.

En 1980, Cash devient le plus jeune lauréat vivant du Country Music Hall of Fame. Ses années 1980 sont toutefois assombries par des problèmes de santé, un succès discographique amoindri et la fin de son association avec Columbia Records. Cash continue tout de même à parcourir l’Amérique à bord de son bus de tournée, tant en solo qu’avec ses amis Waylon Jennings, Willie Nelson et Kris Kristofferson, au sein du supergroupe The Highwaymen. Formé au milieu des années 1980, le quatuor réalisera avec succès deux albums.

Face A du vinyle A Boy Named Sue édité par Columbia Records.

Il continue à apparaître à la télévision et au cinéma, remportant de bonnes critiques pour sa prestation dans les films The Pride of Jesse Hallam en 1981 et Murder in Coweta County en 1983, où il joue le rôle d'un shérif. Il intervient également en tant qu'invité dans un épisode de 1981 du Muppet Show.
En 1983, il retombe momentanément dans ses problèmes de dépendance aux drogues, à la suite de l'absorption d'analgésiques à l'hôpital, où il est soigné après avoir été blessé par un animal dans sa ferme. De retour à l'hôpital pour des problèmes cardiaques en 1988, Cash refuse cette fois l'usage d'anti-douleurs en dépit d'un double pontage.
La carrière de Cash, ainsi que ses relations avec l'establishment de la musique country à Nashville, sont au plus bas dans les années 1980. Vexé par la passivité de Columbia Records, qui ne fait à cette époque plus aucun effort de promotion à son égard, il enregistre une chanson et une vidéo auto-parodiques, Chicken in Black (Le Poulet en Noir), dans laquelle son cerveau est transféré dans le corps d'un poulet, tandis qu'on lui transplante l'encéphale d'un braqueur de banques. L'effet ne se fait pas attendre et son contrat avec Columbia est rompu.
En 1986, Cash retourne aux studios Sun, où il a fait ses débuts, pour enregistrer avec Roy Orbison, Jerry Lee Lewis et Carl Perkins l'album Class of '55. La même année, il publie son unique roman, Man in White (L'Homme en Blanc), qui raconte la vie de l'apôtre Paul. Une veine religieuse qu'il poursuit en enregistrant Johnny Cash Reads The Complete New Testament (Johnny Cash lit le Nouveau Testament) en 1990.

### American Recordings

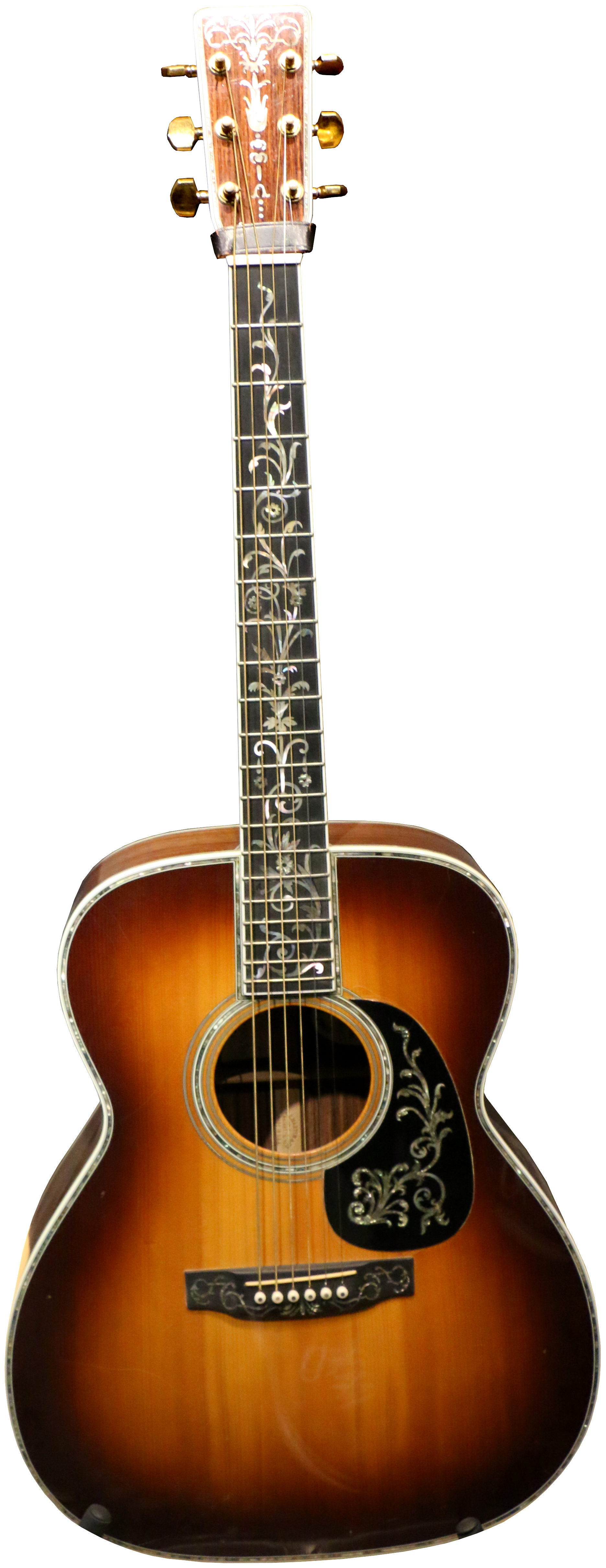
Guitare Martin ayant appartenu à Johnny Cash (Johnny Cash Museum, Nashville, Tennessee)

En 1992, Johnny Cash est nommé au Rock and Roll Hall of Fame et devient ainsi la seule personne à avoir été introduite à la fois au Rock and Roll Hall of Fame, au Country Music Hall of Fame et au Songwriters Hall of Fame. La fin du millénaire prend ensuite une tournure inattendue, avec la rencontre du producteur Rick Rubin.
Après avoir quitté Columbia Records, Cash avait signé avec Mercury Records en 1987 mais cet accord s'avère être un échec, avec des ventes d'album en diminution. Au cours des années 1990, il redevient malgré tout populaire, notamment auprès d’un public jeune, pourtant en général peu attiré par la musique country. Il chante notamment sur l’album de U2 Zooropa en 1993, puis signe sur le label American Recordings de Rick Rubin, habituellement spécialisé dans le rap et le metal (y figure notamment le groupe System of a Down).
Sous la direction de Rubin, il enregistre en 1994 son premier album sur ce label, simplement intitulé American Recordings 1. Seul dans sa chambre avec sa guitare, Cash y interprète des reprises d’artistes contemporains sélectionnés par Rubin. Le succès commercial est au rendez-vous et l’album remporte le Grammy Award du meilleur album folk contemporain (Best Contemporary Folk Album). Cash se produit notamment en 1994 au Festival de Glastonbury, où il est accueilli triomphalement. Il écrira plus tard que cet accueil constitue pour lui l’un des sommets de sa carrière. Suivra une série de cinq albums supplémentaires dits American Recordings, les cinquième et sixième parus de manière posthume. Ces albums représentent pour beaucoup le renouveau artistique de Johnny Cash ; ils contiennent de nombreuses reprises d’artistes d’horizons très variés comme Depeche Mode, U2, Leonard Cohen, Nick Cave, Soundgarden ou Nine Inch Nails.
En 1996, le second album American Recordings, Unchained, remporte à nouveau un grand succès et est couronné d’un Grammy pour « meilleur album country » (Best Country Album). On peut notamment y entendre Cash accompagné par Tom Petty and the Heartbreakers.
Parmi les autres activités de Cash au cours des années 1990, on trouve notamment des apparitions dans la série télévisée Docteur Quinn, femme médecin, avec sa femme June, ainsi que dans le dessin animé Les Simpson, dans lequel il prête sa voix à un coyote de l’espace qui guide Homer Simpson dans une quête spirituelle à la suite d’un abus de piment provoquant des hallucinations (épisode « Le Mystérieux Voyage d’Homer »). En 1997, il sort une seconde autobiographie, intitulée Johnny Cash : the Autobiography.

### Dernières années
En 1997, on diagnostique à Johnny Cash une maladie neurodégénérative, le syndrome de Shy-Drager. Le diagnostic est ensuite changé en neuropathie associée au diabète. L’année suivante, il est hospitalisé pour une pneumonie sévère, qui endommage ses reins. La maladie force Cash à restreindre ses activités musicales et ses tournées, ce qui ne l’empêche pas d’enregistrer les albums American III: Solitary Man (2000) et American IV: The Man Comes Around (2002), qui contiennent de nombreuses allusions à ses problèmes de santé. Le second contient notamment une reprise du morceau Hurt du groupe de rock industriel Nine Inch Nails, particulièrement saluée par la critique et le public, ainsi que le titre Personal Jesus du groupe britannique Depeche Mode.

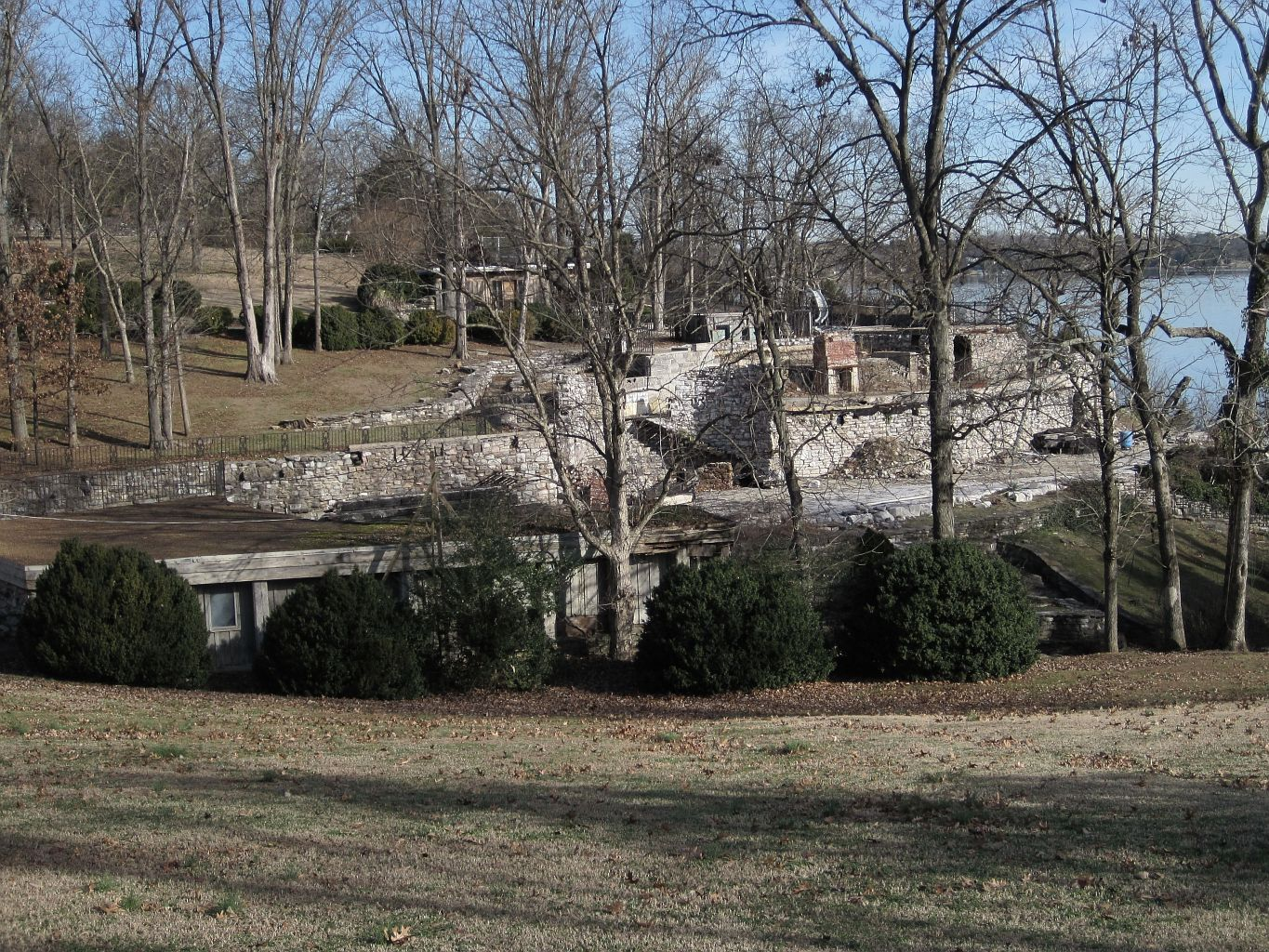
Ruines de la maison de June Carter et Johnny Cash (Hendersonville, Tennessee)

Le 15 mai 2003, June Carter meurt d’une complication chirurgicale, à l’âge de soixante-treize ans. Suivant le vœu de son épouse, Cash continue à travailler, se produisant notamment en concert avec la Carter Family. Il donne son ultime concert le 5 juillet 2003 et meurt à son tour, des suites de complications liées à son diabète, le 12 septembre 2003, au Baptist Hospital de Nashville,,, seulement quatre mois après son épouse. Les funérailles publiques ont lieu à la Première église baptiste d'Hendersonville (Tennessee) . Johnny Cash est inhumé avec June Carter près de leur maison, au Memorial Gardens de Hendersonville (Tennessee). La famille n'a pas voulu de fleurs pour la tombe mais elle a demandé à la place de faire des dons à SOS Villages d'Enfants États-Unis.
Beaucoup de chanteurs, dont Mick Jagger des Rolling Stones et Elvis Costello ont été parmi les premiers à réagir à sa mort. Le président des États-Unis George W. Bush a salué une légende de la musique en disant : « Sa voix et sa compassion ont gagné le cœur et l'âme de plusieurs générations ».
Le 4 juillet 2006, Rick Rubin sort l’une de ses dernières collaborations avec Johnny Cash, l’album posthume American V: A Hundred Highways. La suite, American VI: Ain’t no grave, sort le 23 février 2010, trois jours avant la date qui aurait marqué le 78e anniversaire de Johnny Cash.

## Particularités
Le célèbre « Hello, I'm Johnny Cash. » trouve son origine lors des débuts de l'American Tour. Alors que Johnny Cash, encore inconnu du grand public, fait ses débuts sur scène aux côtés de grands noms, il se sent obligé de se présenter au début de chacune de ses prestations. Cette présentation devient par la suite une habitude et une des marques de fabrique du chanteur.
Son appellation de « Man In Black » (« l'Homme en Noir ») vient du fait que Johnny Cash portait très souvent des costumes noirs sur scène, une habitude qui a plusieurs causes. Lors de son audition à Memphis aux studios de Sun Records, Cash est un homme pauvre qui ne possède qu'un seul costume réellement présentable et celui-ci est noir.

## Vie privée

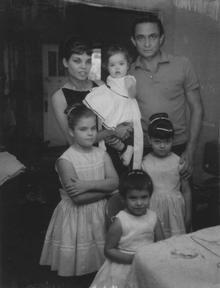
J. Cash avec sa femme Vivian Liberto et leurs quatre filles : Rosanne, Kathy, Cindy et Tara.

Un mois après sa démobilisation, le 7 août 1954 à l'église catholique Sainte-Anne à San Antonio au Texas, il épouse Vivian Liberto (née le 23 avril 1934 à San Antonio et morte le 24 mai 2005 à Ventura en Californie), qu'il avait rencontrée au cours de sa formation militaire. Ils auront quatre filles : Rosanne (née le 24 mai 1955), Kathy (née le 16 avril 1956), Cindy (née le 29 juillet 1958) et Tara (née le 24 août 1961). Leur mariage ne résiste pas à la vie mouvementée de Cash, à ses problèmes d'alcool et de drogue et à son infidélité. Ils divorcent le 18 août 1966.
En 1968, treize ans après leur première rencontre dans les coulisses du Grand Ole Opry, Johnny Cash demande en mariage la chanteuse de country June Carter, en plein concert à London dans la province canadienne de l'Ontario, pendant l'interprétation de leur duo Jackson (chanson qui obtiendra, le 29 février 1968 le Grammy Awards du Meilleur duo). Ils se marient le 1er mars 1968 à Franklin, dans le Kentucky. Il l'avait déjà demandée en mariage à plusieurs reprises mais elle avait toujours refusé. De cette nouvelle union naîtra leur unique fils, John Carter Cash, le 3 mars 1970. Johnny Cash et June Carter ont continué à travailler ensemble pendant trente-cinq ans, jusqu'à la mort de June Carter le 15 mai 2003. Johnny Cash meurt quatre mois plus tard des suites de complications dues au diabète. June Carter a coécrit un de ses plus grands succès, Ring of Fire, et ils ont remporté deux prix Grammy Awards pour leur duo.
Vers la fin de sa vie, sa femme et lui ont fréquenté la Première église baptiste d'Hendersonville (Tennessee) .

## Filmographie

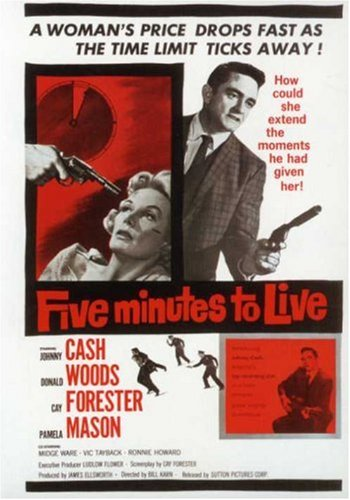
Affiche du film "Five Minutes to Live" (Door-to-Door Maniac).

### Cinéma
- 1961 : Door-to-Door Maniac[41] : Johnny Cabot
- 1971 : Dialogue de feu (A Gunfight) : Abe Cross
- 1998 : All My Friends Are Cowboys : Johnny

### Télévision
- 1959 :
  - La Grande Caravane (Wagon Train) (série télévisée) : Hoag
  - Shotgun Slade (en), épisode The Stalkers (série télévisée) : Shérif
- 1960 : The Rebel (en), épisode The Death of Gray) (série télévisée) : Pratt
- 1961 : The Deputy, épisode The Deathly Quiet (série télévisée) : Bo Braddock
- 1972 : The Night Rider (TV) : Johnny Laredo
- 1974 : Columbo (saison 3, épisode 7) : Le Chant du cygne (Swan Song) (série télévisée) : Tommy Brown
- 1976 : La Petite Maison dans la prairie, saison 3 épisode 1 La grande collecte (The Collection) : Caleb Hodgekiss (June Carter Cash joue aussi dans cet épisode : Mattie Hodgekiss)
- 1978 : Thaddeus Rose and Eddie (TV) : Thaddeus Rose
- 1981 : The Pride of Jesse Hallam (TV) : Jesse Hallam
- 1983 : Murder in Coweta County (TV) : Lamar Potts
- 1984 : The Baron and the Kid (TV) : The Baron/Will
- 1985 : Nord et Sud (North and South) (série télévisée) : l'abolitionniste John Brown
- 1986 :
  - La Diligence de Tombstone (Stagecoach (en)) (TV) : Marshal Curly Wilcox
  - Les Derniers jours de Frank et Jesse James (The Last Days of Frank and Jesse James) (TV) : Frank James
- 1993-1997 : Docteur Quinn, femme médecin (série télévisée) : Kid Cole
  - Saison 1 épisode La Loi de l'ouest (1993)
  - Saison 2 épisode Les Bienfaits du ciel (1993)
  - Saison 3 épisode Thanksgiving (1994)
  - Saison 5 épisode 16 Maladie mortelle (1997)
- 1996 : Le rebelle (Renegade), saison 4 épisode Le Choix à ne pas faire (série télévisée) : Henry Travis
- 1997 : Les Simpson, épisode Le Mystérieux Voyage d'Homer (série télévisée) : Coyote (voix)

## Hommages

### Films

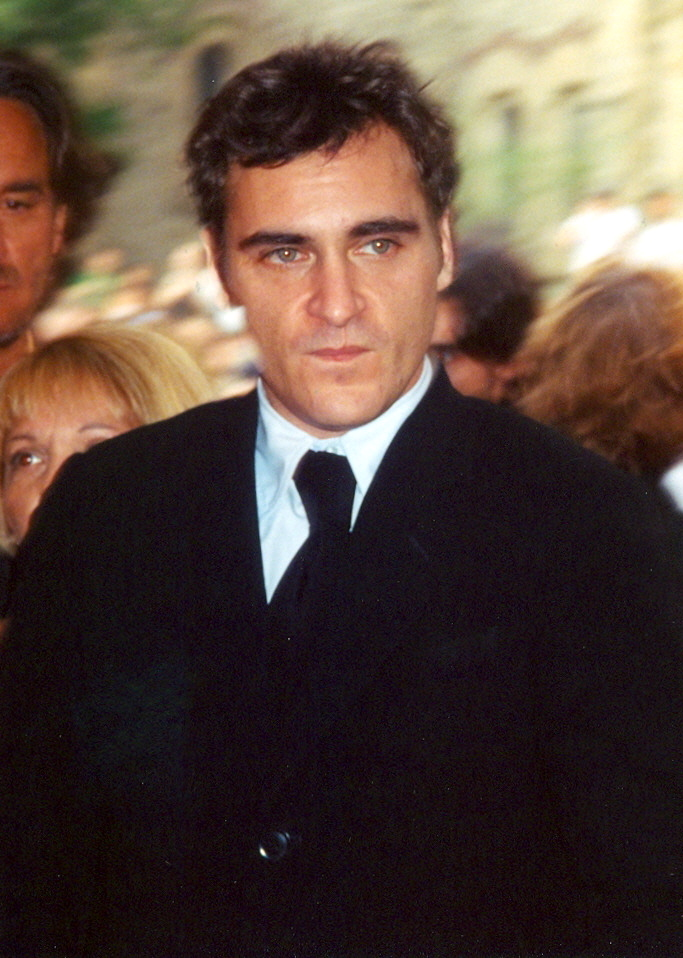
Joaquin Phoenix en noir à la première de Walk the Line.

- Walk the Line de James Mangold est un biopic de 2005, avec Joaquin Phoenix dans le rôle de Johnny Cash, Ginnifer Goodwin dans le rôle de Vivian Cash, et Reese Witherspoon dans le rôle de June Carter qui a obtenu un oscar de la meilleure actrice pour son interprétation.
- Une voix en or, un destin tragique (Ring on Fire) est un drame biographique d'Allison Anders (2012) avec Jewel Kilcher dans le rôle de June Carter et Matt Ross dans le rôle de Johnny Cash.
- Un parfait inconnu (2024), biopic de James Mangold sur Bob Dylan, avec Boyd Holbrook dans le rôle de Johnny Cash.

### Livres
- L'écrivain Arno Bertina est l'auteur d'une fiction biographique sur Johnny Cash : J'ai appris à ne pas rire du démon, Paris, Naïve, collection Sessions, 2006, 151 p. Le livre comporte trois parties, qui correspondent à trois époques (1954, 1965, 1995) et à trois narrateurs : un vendeur de bibles, un shérif et le producteur Rick Rubin, racontant chacun leur rencontre avec Cash.
- Johnny Cash International How and Why Fans Love the Man in Black University of Iowa, by Michael Hinds, Jonathan Silverman.
- Dans le roman My Dear F***ing Prince (Red, White and Royal Blue) de Casey McQuiston, la fille de la présidente est baptisée June en hommage à June Carter Cash.

### Chansons et albums
- My Brother Johnny Cash, de son frère Tommy Cash, sur l'album Shades of Black[42].
- Missing Ol' Johnny Cash de Willie Nelson et Merle Haggard[43].
- Johnny Cash, de Ry Cooder, sur l'album I Flathead.
- Jah Didn't Kill Johnny, du rappeur américain Sage Francis, sur l'album A Healthy Distrust.
- Hello, I'm Johnny Cash, du groupe anglais Alabama 3 (en), sur l'album Outlaw.
- Demolition Preachin (2004), premier album studio du groupe espagnol Muletrain est dédié à Johnny Cash.
- Johnny & June (2008), de Heidi Newfield, évoque l'histoire de June Carter et de Johnny Cash.
- My Medicine, par Snoop Dogg, avec Willie Nelson et Everlast, sur l'album Ego Trippin' (2008).
- Cash, du chanteur français Kent, sur l'album Panorama (2009), écrit par Kent sur une musique de Thierry Romanens. Cette chanson, pleine de références érudites et de rimes en « -ash », raconte la vie de Johnny Cash.
- Perdu à Nashville, Tennessee, du chanteur et réalisateur Feber E. Coyote, sur l'album Le record (2010), chanson dans laquelle le protagoniste supplie l'âme de Johnny Cash de venir le guider[44].
- The One That Got Away, de la chanteuse américaine Katy Perry, sur l'album Teenage Dream (2010). La chanson mentionne Johnny Cash et June. La chanson You Are My Sunshine par Johnny Cash est utilisée à la fin du clip.
- Johnny Cash, du rappeur américain YelaWolf, sur l'album Love Story.
- Gold All Over the Ground, poème de Johnny Cash écrit en 1967 et publié en 2016 dans le recueil Forever Words: The Unknown Poems, mis en musique par Brad Paisley sur l'album Love and War (2017).
- Forever Words (en) (2018), album hommage sur lequel différents artistes comme Kris Kristofferson, Chris Cornell, ou Elvis Costello mettent en musique des poèmes extraits de Forever Words.
- Une strophe du morceau Tu rêves (2017), par Deen Burbigo sur l'album Grand Cru featuring Nekfeu, fait référence à l'histoire de June Carter et Johnny Cash.
- La chanson Johnny Cash du groupe Cairokee, dans l'album Roma (2022) [45]

### Reprises
- 1981 : Le chanteur américain Gene Summers reprend Big River, I Still Miss Someone et I Will Rock and Roll With You sur son album Gene Summers in Nashville (Big Beat Records, France).
- 1986 : Nick Cave et les Bad Seeds reprennent The Folk Singer sur leur album de reprises Kicking Against the Pricks.
- 1988 : Lors de la dernière tournée de Frank Zappa, Johnny Cash devait rejoindre le groupe sur scène au cours d'un concert mais sa femme tomba malade et il ne put monter sur scène. Zappa et son groupe interprétèrent néanmoins une version de Ring of Fire, parue sur l'album The Best Band You Never Heard in Your Life.
- 2005 : Le groupe Coldplay interprète la chanson Til Kingdom Come en morceau caché sur l'album X&Y.
- 2009 : Le DJ français Laurent Wolf sort Walk the Line, remix du titre original I Walk the Line de 1964.
- 2009 : Dans son album Grand Écran, Eddy Mitchell crée la version française de I Walk the Line sous le titre Je File Droit.
- 2016 : Le groupe américain 16Volt reprend The Man Comes Around sur l'album The Negative Space.

### Clip
- Plusieurs chanteurs et acteurs apparaissent dans un clip en noir et blanc où l'on entend Cash interpréter God's gonna cut you down ; on y voit notamment Kris Kristofferson, Brian Wilson, Bono, Kid rock, Justin Timberlake, Kate Moss, Keith Richards, Adam Levine, Iggy Pop, Patti Smith, Sheryl Crow, Mick Jones, Sharon Stone, Lisa Marie Presley, Billy Gibbons, Corinne Bailey Rae, Jay-Z, Travis Barker, Owen Wilson, Chris Rock, Chris Martin, Tommy Lee, Kanye West, Amy Lee ou encore Johnny Depp (ce dernier jouant de la guitare). Le chanteur et le bassiste du groupe Red Hot Chili Peppers, Anthony Kiedis et Michael « Flea » Balzary, ont également figuré dans ce clip hommage.

### Séries télévisées
Dans Stargate Atlantis, le personnage de Joe Flanigan (lieutenant-colonel John Sheppard) est un fan de Johnny Cash.

### Timbre
Les services postaux des États-Unis ont émis un timbre à l'effigie de Johnny Cash le 5 juin 2013. Il s'agit du deuxième timbre de la série Music Icons, qui rend également hommage à Lydia Mendoza, Ray Charles, Jimi Hendrix, Janis Joplin et Elvis Presley. Ces timbres à validité permanente sont vendus par planche de 16.

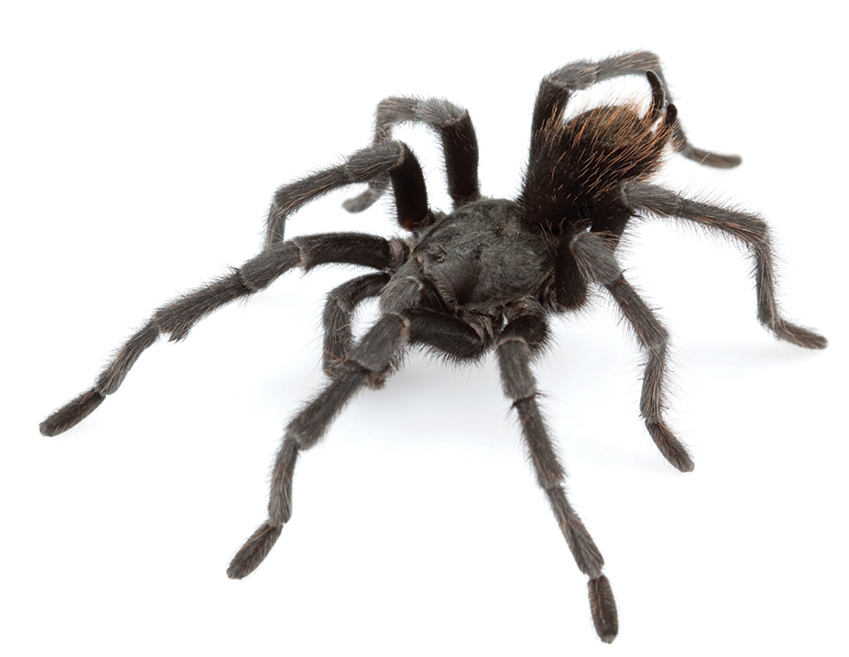
Aphonopelma johnnycashi mâle.

### Statuaire
Depuis septembre 2024, une statue de Johnny Cash représente l'Arkansas au Capitole de Washington.

### Espèce animale
Une espèce d'araignée a été baptisée Aphonopelma johnnycashi (en) par Chris Hamilton, de l'université d'Auburn (Alabama), principal auteur de l'identification de 14 nouvelles espèces d'araignées dans le sud-ouest des États-Unis. Cette tarentule a été découverte dans les environs de la prison de Folsom.

### Jeux vidéo
Il fait partie des personnages jouables dans le jeu de rythme Guitar Hero 5, et sa chanson "Ring of Fire" fait partie de la playlist du jeu.
Son visage apparaît sur un poster accroché au mur dans le jeu The Last of Us Part II. Un hommage en parallèle des reprises faites à la guitare par l’héroïne du jeu Ellie.

## Utilisation de ses chansons

### Cinéma
- U-Turn, film d'Oliver Stone (1997) : Honky-Tonk Girl et Ring of Fire.
- Jackie Brown, de Quentin Tarantino : Tennessee Stud.
- Kill Bill volume 2, de Quentin Tarantino : A Satisfied Mind.
- L'Armée des morts (2004) : The man comes around, durant le générique de début.
- Silent Hill (2006) : Ring of fire est joué sur le juke-box dans le bowling, après que Rose a été attaquée par les "enfants en gris".
- The Crazies (2010) : We'll Meet Again, en introduction.
- The Green Hornet (2011) : I Hung My Head, à la mort du père du héros au début du film.
- Colombiana (2011) : Hurt, à la fin du film.
- Une nouvelle chance (2012) : le personnage interprété par Clint Eastwood fredonne You Are My Sunshine sur la tombe de sa femme.
- Django Unchained (2012), de Quentin Tarantino : Ain't No Grave (Black Opium Remix).
- Very Bad Trip 3 (2013) : le personnage de M. Chow chante Hurt au cours d'un karaoké.
- Face à face (2013) : Don't take your guns to town est écouté par les personnages sur un disque vinyle.
- Logan (2017). Dans la bande-annonce en octobre 2016, la chanson Hurt est présente tout le long. Dans le film lui-même sorti en mars 2017, la chanson The Man Comes Around sert de générique de fin.
- Dans la seconde bande-annonce de Pirates des Caraïbes : La Vengeance de Salazar, sortie en février 2017, la chanson Ain't No Grave est utilisée comme chanson principale, se rattachant parfaitement à l'antagoniste principal Salazar, qui est un fantôme.
- Annabelle 2 : La Création du mal : You are my sunshine est utilisé à plusieurs reprises lorsque le tourne-disque d'Annabelle est enclenché, ainsi que dans le générique de fin.
- Dark waters (2019) : I won't back down, sur le générique de fin[48].
- The Suicide Squad (2021) : Folsom prison blues, au début du film.

### Séries télévisées

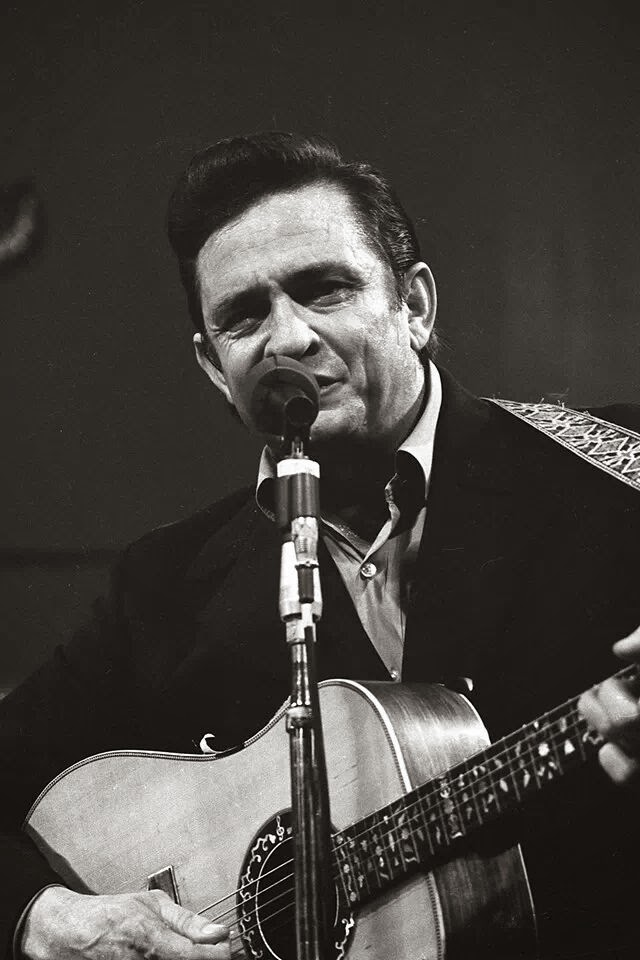
Johnny Cash en concert, en 1969.

- Esprits criminels, saison 3 épisode 16 : Hurt, vers la fin.
- Smallville, saison 3 épisode 8 (2003) : Hurt, en conclusion.
- Terminator : Les Chroniques de Sarah Connor, saison 1, dernier épisode (2008) : The Man Comes Around en musique de fond.
- Generation Kill, dernier épisode (2008) : The Man Comes Around, en conclusion.
- The Walking Dead :
  - saison 2 épisode 2 (octobre 2011) : I see a darkness
  - saison 6 épisode 15 (2016) : It's all over
- Stargate Atlantis : dans l'avant-dernier épisode, Solitary Man est utilisé comme musique de fond, rompant avec l'habitude de n’utiliser dans la série que la musique de Joel Goldsmith.
- Dallas (2012) :
  - épisode 9 : The Man Comes Around
  - épisode 10 : God's Gonna Cut You Down
- Person of Interest, saison 3 épisode 10 (2013) : Hurt, en introduction.
- Defiance, épisode 1, Un nouveau monde (2013) : Jackson (duo avec June Carter)
- Gotham, saison 1 épisode 12 (2015) : God's gonna cut you down, en introduction.
- Westworld, pilote (2016) : Ain't No Grave, en conclusion.
- Altered Carbon (2018) : Ain't no grave et Gods gonna cut you down dans une version éditée.
- The Gentlemen (2024), saison 1 épisode 7 : The Man Comes Around en conclusion.

### Concert
- Depuis 2007, le groupe d'origine québécoise The Porters — nom tiré de la chanson Hey Porter popularisée en juillet 1955 par Johnny Cash — présente un spectacle hommage à travers tout le Québec[49]. Près de quatre-vingts villes ont été visitées par les quatre musiciens du groupe : Jimmy Malenfant au chant et à la guitare acoustique, André Richard à la guitare électrique, Kaven Brassard à la batterie et Dany Thériault à la basse.

### Jeux vidéo
- Ring of fire fait partie de la liste de chansons dans le jeu Tony Hawk's Underground 2.
- En 2010, Ubisoft Montréal utilise la chanson God's gonna cut you down de Cash comme chanson thème dans le jeu Splinter Cell : Conviction[50].
- Dans le jeu Battlefield 3, on peut entendre la musique God's Gonna Cut You Down dans le véhicule au début de la campagne.
- En 2012, le jeu vidéo Prototype 2 (édité par Activision et développé par Radical Entertainment) utilise dans sa bande-annonce la version de Johnny Cash de Hurt, reprise de Nine Inch Nails.
- En 2013, sa chanson Rusty Cage est utilisée dans Call of Duty (édité par Activision) dans la carte zombie Mob of the dead.
- Le jeu vidéo Grand Theft Auto V utilise sa chanson General Lee sur la station virtuelle de radio Rebel Radio.

### Autres
- En 2011, le catcheur de la World Wrestling Entertainment, The Undertaker utilise le titre Ain't No Grave comme thème d'entrée à Wrestlemania 27 (en allusion à sa « streak » d’invincibilité 19-0 pour le Pay-per-view qui n'a lieu qu'une fois tous les ans).

## Récompenses

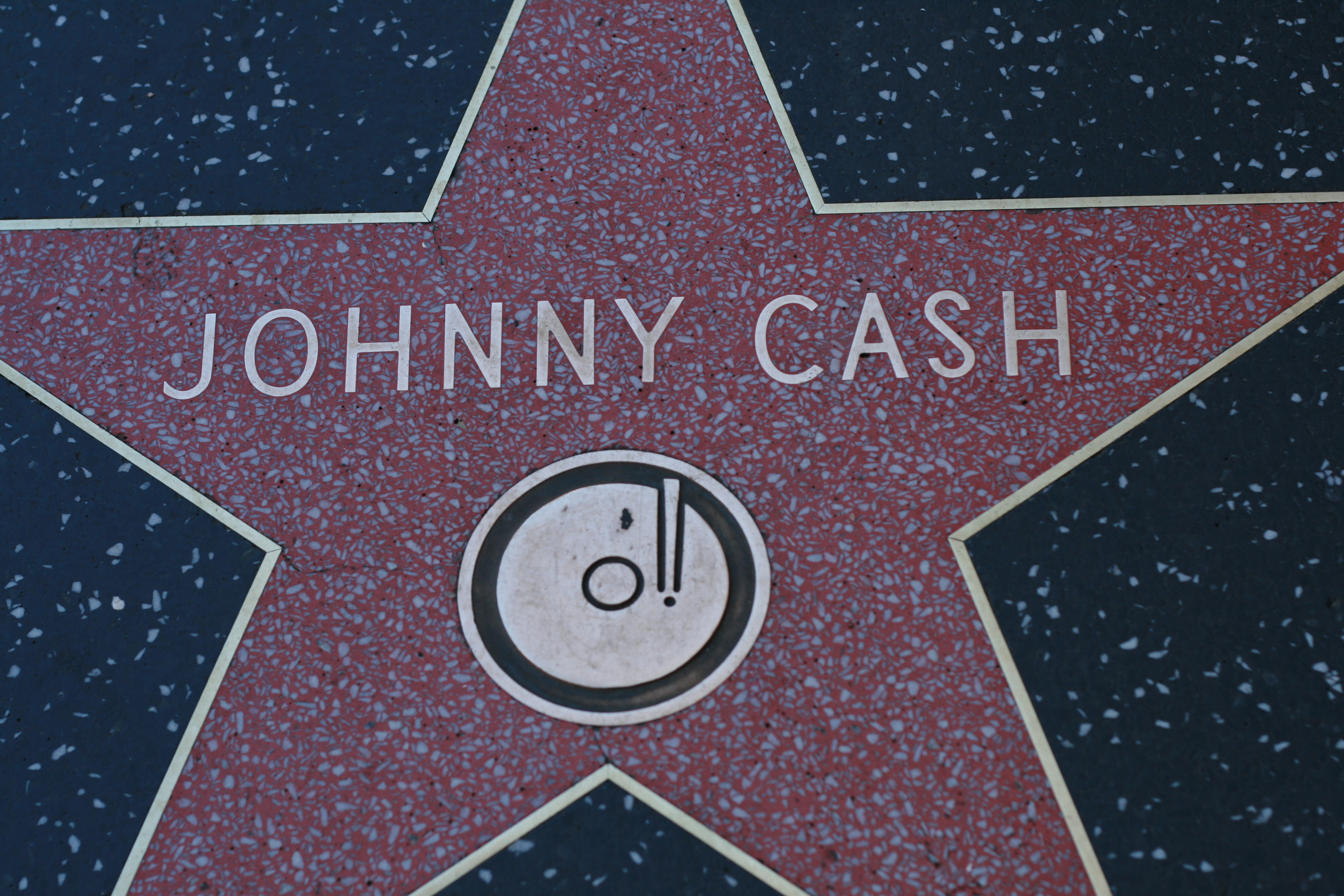
J. Cash au Hollywood Walk of Fame.

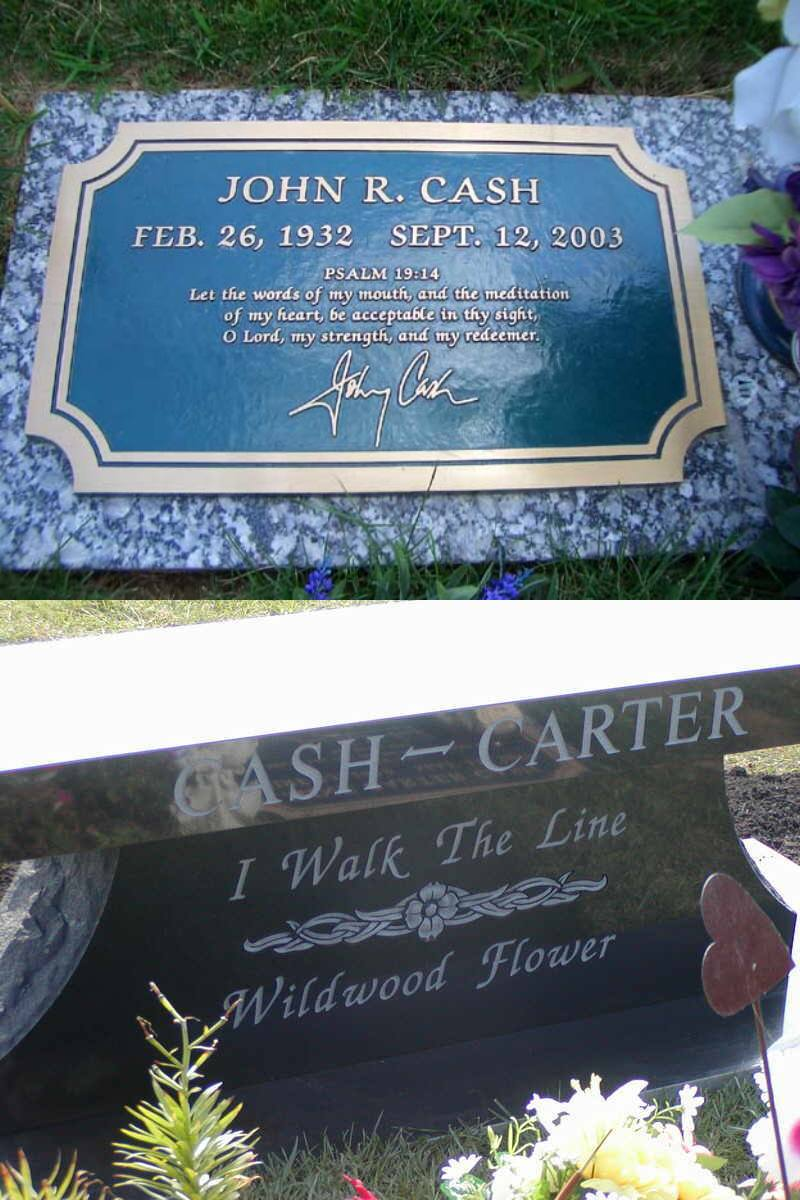
Tombe de Johnny Cash.

Johnny Cash a été intronisé au Country Music Hall of Fame en 1980 et au Rock and Roll Hall of Fame en 1992. Il a reçu un Grammy Legend Award en 1990 et un Grammy Lifetime Achievement Award en 1999.

## Certifications

### Albums
| Année | Titre                                   | Certification | Certification | Certification |
| Année | Titre                                   | États-Unis    | Royaume-Uni   | Canada        |
| ----- | --------------------------------------- | ------------- | ------------- | ------------- |
| 1963  | Ring of Fire                            | Or            | Platine       | _             |
| 1964  | I Walk the Line                         | Or            | Or            | _             |
| 1967  | Johnny Cash's Greatest Hits             | 2 × Platine   | _             | Platine       |
| 1968  | At Folsom Prison                        | 3 × Platine   | _             | Platine       |
| 1969  | At San Quentin                          | 3 × Platine   | _             | Platine       |
| 1970  | Hello, I'm Johnny Cash (en)             | Or            | _             | _             |
| 1970  | The World of Johnny Cash                | Or            | _             | _             |
| 1970  | The Johnny Cash Portrait                | Platine       | _             | _             |
| 1970  | Johnny Cash Show (en)                   | Or            | _             | _             |
| 1971  | Johnny Cash's Greatest Hits, Vol 2 (en) | Platine       | _             | _             |
| 1985  | Highwayman (en)                         | Platine       | _             | Or            |
| 1994  | Super Hits                              | Platine       | _             | _             |
| 1999  | 16 Biggest Hits (en)                    | 2 × Platine   | _             | _             |
| 2002  | American IV: The Man Comes Around       | Platine       | Or            | Platine       |
| 2002  | The Essential Johnny Cash (en)          | Platine       | _             | _             |
| 2003  | Unearthed                               | Or            | _             | _             |
| 2005  | The Legend of Johnny Cash (en)          | 2 × Platine   | _             | _             |
| 2005  | The legend                              | Or            | _             | _             |
| 2006  | American V: A Hundred Highways          | Platine       | Or            | Or            |
| 2010  | American VI: Ain't No Grave             | _             | _             |               |
| 2014  | Out Among the Stars                     | _             | _             |               |

### Singles
| Année | Album                             | Titre        | Certification |
| Année | Album                             | Titre        | États-Unis    |
| ----- | --------------------------------- | ------------ | ------------- |
| 1963  | Ring of Fire                      | Ring of Fire | Or            |
| 2002  | American IV: The Man Comes Around | Hurt         | Or            |

## Sources
Cet article est en grande partie issu de la traduction de l'article du Wikipédia anglophone.
- Johnny Cash en collaboration avec Patrick Carr, Cash, l'autobiographie, Le Castor astral, 2006, 368p.
- Fan Club Johnny Cash France and Europe :https://fan-club-johnny-cash-france.blog4ever.com/